# Llista d'asteroides (249001-250000)
Llista d'asteroides del 249.001 al 250.000, amb data de descoberta i descobridor. És un fragment de la llista d'asteroides completa. Als asteroides se'ls dona un número quan es confirma la seva òrbita, per tant apareixen llistats aproximadament segons la data de descobriment.

## 249001-249100
| Nom                  | Designació provisional | Data de descobriment   | Lloc de descobriment | Descobridor/s          |
| -------------------- | ---------------------- | ---------------------- | -------------------- | ---------------------- |
| 249001               | 2007 JM45              | 11 de maig de 2007     | Kitt Peak            | Spacewatch             |
| 249002               | 2007 MZ19              | 21 de juny de 2007     | Kitt Peak            | Spacewatch             |
| 249003               | 2007 NA                | 4 de juliol de 2007    | Mount Lemmon         | Mt. Lemmon Survey      |
| 249004               | 2007 PM5               | 6 d'agost de 2007      | Socorro              | LINEAR                 |
| 249005               | 2007 PB9               | 9 d'agost de 2007      | Dauban               | Chante-Perdrix         |
| 249006               | 2007 PR16              | 8 d'agost de 2007      | Socorro              | LINEAR                 |
| 249007               | 2007 PY37              | 13 d'agost de 2007     | Socorro              | LINEAR                 |
| 249008               | 2007 QJ                | 16 d'agost de 2007     | Bisei SG Center      | BATTeRS                |
| 249009               | 2007 QB2               | 21 d'agost de 2007     | La Sagra             | La Sagra               |
| 249010 Abdel-Samad   | 2007 QE5               | 26 d'agost de 2007     | Wildberg             | R. Apitzsch            |
| 249011               | 2007 RO6               | 3 de setembre de 2007  | Catalina             | CSS                    |
| 249012               | 2007 RL31              | 5 de setembre de 2007  | Catalina             | CSS                    |
| 249013               | 2007 RK42              | 9 de setembre de 2007  | Kitt Peak            | Spacewatch             |
| 249014               | 2007 RZ45              | 9 de setembre de 2007  | Kitt Peak            | Spacewatch             |
| 249015               | 2007 RN113             | 11 de setembre de 2007 | Kitt Peak            | Spacewatch             |
| 249016               | 2007 RK116             | 11 de setembre de 2007 | Kitt Peak            | Spacewatch             |
| 249017               | 2007 RE119             | 11 de setembre de 2007 | Purple Mountain      | PMO NEO Survey Program |
| 249018               | 2007 RF139             | 15 de setembre de 2007 | Pla D'Arguines       | R. Ferrando            |
| 249019               | 2007 RK149             | 12 de setembre de 2007 | Catalina             | CSS                    |
| 249020               | 2007 RC171             | 10 de setembre de 2007 | Kitt Peak            | Spacewatch             |
| 249021               | 2007 RC179             | 10 de setembre de 2007 | Mount Lemmon         | Mt. Lemmon Survey      |
| 249022               | 2007 RZ179             | 10 de setembre de 2007 | Mount Lemmon         | Mt. Lemmon Survey      |
| 249023               | 2007 RS207             | 10 de setembre de 2007 | Kitt Peak            | Spacewatch             |
| 249024               | 2007 RP216             | 13 de setembre de 2007 | Catalina             | CSS                    |
| 249025               | 2007 RZ233             | 12 de setembre de 2007 | Catalina             | CSS                    |
| 249026               | 2007 RW262             | 15 de setembre de 2007 | Kitt Peak            | Spacewatch             |
| 249027               | 2007 RN280             | 13 de setembre de 2007 | Catalina             | CSS                    |
| 249028               | 2007 RS297             | 3 de setembre de 2007  | Catalina             | CSS                    |
| 249029               | 2007 SZ6               | 18 de setembre de 2007 | Catalina             | CSS                    |
| 249030               | 2007 SJ14              | 20 de setembre de 2007 | Catalina             | CSS                    |
| 249031               | 2007 SK23              | 26 de setembre de 2007 | Mount Lemmon         | Mt. Lemmon Survey      |
| 249032               | 2007 TA                | 1 d'octubre de 2007    | Eskridge             | G. Hug                 |
| 249033               | 2007 TM2               | 5 d'octubre de 2007    | Kitt Peak            | Spacewatch             |
| 249034               | 2007 TR16              | 4 d'octubre de 2007    | Catalina             | CSS                    |
| 249035               | 2007 TQ17              | 7 d'octubre de 2007    | Dauban               | Chante-Perdrix         |
| 249036               | 2007 TV20              | 9 d'octubre de 2007    | Altschwendt          | W. Ries                |
| 249037               | 2007 TL22              | 8 d'octubre de 2007    | Kitt Peak            | Spacewatch             |
| 249038               | 2007 TL46              | 8 d'octubre de 2007    | Catalina             | CSS                    |
| 249039               | 2007 TW61              | 7 d'octubre de 2007    | Mount Lemmon         | Mt. Lemmon Survey      |
| 249040               | 2007 TM62              | 7 d'octubre de 2007    | Mount Lemmon         | Mt. Lemmon Survey      |
| 249041               | 2007 TW70              | 13 d'octubre de 2007   | Goodricke-Pigott     | R. A. Tucker           |
| 249042               | 2007 TO71              | 15 d'octubre de 2007   | Bisei SG Center      | BATTeRS                |
| 249043               | 2007 TA72              | 14 d'octubre de 2007   | Bergisch Gladbac     | W. Bickel              |
| 249044               | 2007 TO72              | 15 d'octubre de 2007   | Vallemare Borbon     | V. S. Casulli          |
| 249045               | 2007 TR78              | 5 d'octubre de 2007    | Kitt Peak            | Spacewatch             |
| 249046               | 2007 TV82              | 8 d'octubre de 2007    | Catalina             | CSS                    |
| 249047               | 2007 TC91              | 8 d'octubre de 2007    | Mount Lemmon         | Mt. Lemmon Survey      |
| 249048               | 2007 TF114             | 8 d'octubre de 2007    | Catalina             | CSS                    |
| 249049               | 2007 TN122             | 6 d'octubre de 2007    | Kitt Peak            | Spacewatch             |
| 249050               | 2007 TS127             | 6 d'octubre de 2007    | Kitt Peak            | Spacewatch             |
| 249051               | 2007 TM129             | 6 d'octubre de 2007    | Kitt Peak            | Spacewatch             |
| 249052               | 2007 TN129             | 6 d'octubre de 2007    | Kitt Peak            | Spacewatch             |
| 249053               | 2007 TC140             | 9 d'octubre de 2007    | Catalina             | CSS                    |
| 249054               | 2007 TB142             | 9 d'octubre de 2007    | Mount Lemmon         | Mt. Lemmon Survey      |
| 249055               | 2007 TW146             | 6 d'octubre de 2007    | Socorro              | LINEAR                 |
| 249056               | 2007 TK214             | 7 d'octubre de 2007    | Kitt Peak            | Spacewatch             |
| 249057               | 2007 TP220             | 8 d'octubre de 2007    | Catalina             | CSS                    |
| 249058               | 2007 TX244             | 8 d'octubre de 2007    | Catalina             | CSS                    |
| 249059               | 2007 TP249             | 11 d'octubre de 2007   | Mount Lemmon         | Mt. Lemmon Survey      |
| 249060               | 2007 TT289             | 12 d'octubre de 2007   | Catalina             | CSS                    |
| 249061 Anthonyberger | 2007 TG298             | 11 d'octubre de 2007   | Anderson Mesa        | L. H. Wasserman        |
| 249062               | 2007 TR360             | 14 d'octubre de 2007   | Mount Lemmon         | Mt. Lemmon Survey      |
| 249063               | 2007 TS364             | 15 d'octubre de 2007   | Catalina             | CSS                    |
| 249064               | 2007 TP384             | 14 d'octubre de 2007   | Mount Lemmon         | Mt. Lemmon Survey      |
| 249065               | 2007 TR393             | 15 d'octubre de 2007   | Kitt Peak            | Spacewatch             |
| 249066               | 2007 TF405             | 15 d'octubre de 2007   | Kitt Peak            | Spacewatch             |
| 249067               | 2007 TW425             | 8 d'octubre de 2007    | Mount Lemmon         | Mt. Lemmon Survey      |
| 249068               | 2007 TY452             | 14 d'octubre de 2007   | Mount Lemmon         | Mt. Lemmon Survey      |
| 249069               | 2007 UP7               | 16 d'octubre de 2007   | Catalina             | CSS                    |
| 249070               | 2007 UU34              | 18 d'octubre de 2007   | Kitt Peak            | Spacewatch             |
| 249071               | 2007 UK61              | 30 d'octubre de 2007   | Mount Lemmon         | Mt. Lemmon Survey      |
| 249072               | 2007 UE84              | 30 d'octubre de 2007   | Kitt Peak            | Spacewatch             |
| 249073               | 2007 UV85              | 30 d'octubre de 2007   | Kitt Peak            | Spacewatch             |
| 249074               | 2007 UE88              | 30 d'octubre de 2007   | Kitt Peak            | Spacewatch             |
| 249075               | 2007 UE96              | 30 d'octubre de 2007   | Kitt Peak            | Spacewatch             |
| 249076               | 2007 UE115             | 31 d'octubre de 2007   | Kitt Peak            | Spacewatch             |
| 249077               | 2007 US125             | 30 d'octubre de 2007   | Kitt Peak            | Spacewatch             |
| 249078               | 2007 UR128             | 20 d'octubre de 2007   | Mount Lemmon         | Mt. Lemmon Survey      |
| 249079               | 2007 VU2               | 3 de novembre de 2007  | La Canada            | J. Lacruz              |
| 249080               | 2007 VR5               | 4 de novembre de 2007  | La Sagra             | La Sagra               |
| 249081               | 2007 VT19              | 1 de novembre de 2007  | Kitt Peak            | Spacewatch             |
| 249082               | 2007 VF20              | 1 de novembre de 2007  | Kitt Peak            | Spacewatch             |
| 249083               | 2007 VT20              | 2 de novembre de 2007  | Mount Lemmon         | Mt. Lemmon Survey      |
| 249084               | 2007 VB27              | 2 de novembre de 2007  | Mount Lemmon         | Mt. Lemmon Survey      |
| 249085               | 2007 VH32              | 2 de novembre de 2007  | Kitt Peak            | Spacewatch             |
| 249086               | 2007 VR38              | 2 de novembre de 2007  | Catalina             | CSS                    |
| 249087               | 2007 VC52              | 1 de novembre de 2007  | Kitt Peak            | Spacewatch             |
| 249088               | 2007 VC55              | 1 de novembre de 2007  | Kitt Peak            | Spacewatch             |
| 249089               | 2007 VL55              | 1 de novembre de 2007  | Kitt Peak            | Spacewatch             |
| 249090               | 2007 VM62              | 1 de novembre de 2007  | Kitt Peak            | Spacewatch             |
| 249091               | 2007 VV93              | 5 de novembre de 2007  | Socorro              | LINEAR                 |
| 249092               | 2007 VJ119             | 4 de novembre de 2007  | Purple Mountain      | PMO NEO Survey Program |
| 249093               | 2007 VT158             | 5 de novembre de 2007  | Kitt Peak            | Spacewatch             |
| 249094               | 2007 VX161             | 5 de novembre de 2007  | Kitt Peak            | Spacewatch             |
| 249095               | 2007 VH166             | 5 de novembre de 2007  | Kitt Peak            | Spacewatch             |
| 249096               | 2007 VG176             | 4 de novembre de 2007  | Mount Lemmon         | Mt. Lemmon Survey      |
| 249097               | 2007 VS176             | 5 de novembre de 2007  | Mount Lemmon         | Mt. Lemmon Survey      |
| 249098               | 2007 VB181             | 7 de novembre de 2007  | Catalina             | CSS                    |
| 249099               | 2007 VU190             | 11 de novembre de 2007 | Lulin                | LUSS                   |
| 249100               | 2007 VZ239             | 7 de novembre de 2007  | Catalina             | CSS                    |

## 249101-249200
| Nom             | Designació provisional | Data de descobriment   | Lloc de descobriment | Descobridor/s     |
| --------------- | ---------------------- | ---------------------- | -------------------- | ----------------- |
| 249101          | 2007 VF241             | 11 de novembre de 2007 | Mount Lemmon         | Mt. Lemmon Survey |
| 249102          | 2007 VS241             | 12 de novembre de 2007 | Catalina             | CSS               |
| 249103          | 2007 VO244             | 15 de novembre de 2007 | Socorro              | LINEAR            |
| 249104          | 2007 VO279             | 14 de novembre de 2007 | Kitt Peak            | Spacewatch        |
| 249105          | 2007 VV292             | 15 de novembre de 2007 | Catalina             | CSS               |
| 249106          | 2007 VE293             | 15 de novembre de 2007 | Catalina             | CSS               |
| 249107          | 2007 VA296             | 14 de novembre de 2007 | Kitt Peak            | Spacewatch        |
| 249108          | 2007 VQ300             | 14 de novembre de 2007 | Anderson Mesa        | LONEOS            |
| 249109          | 2007 VH306             | 11 de novembre de 2007 | Mount Lemmon         | Mt. Lemmon Survey |
| 249110          | 2007 VS310             | 14 de novembre de 2007 | Kitt Peak            | Spacewatch        |
| 249111          | 2007 VE311             | 2 de novembre de 2007  | Kitt Peak            | Spacewatch        |
| 249112          | 2007 VH311             | 4 de novembre de 2007  | Kitt Peak            | Spacewatch        |
| 249113          | 2007 VC327             | 6 de novembre de 2007  | Kitt Peak            | Spacewatch        |
| 249114          | 2007 VU327             | 8 de novembre de 2007  | Socorro              | LINEAR            |
| 249115          | 2007 VD329             | 12 de novembre de 2007 | Socorro              | LINEAR            |
| 249116          | 2007 WF3               | 16 de novembre de 2007 | Mount Lemmon         | Mt. Lemmon Survey |
| 249117          | 2007 WW8               | 18 de novembre de 2007 | Socorro              | LINEAR            |
| 249118          | 2007 WW9               | 17 de novembre de 2007 | Junk Bond            | D. Healy          |
| 249119          | 2007 WV18              | 18 de novembre de 2007 | Mount Lemmon         | Mt. Lemmon Survey |
| 249120          | 2007 WO31              | 19 de novembre de 2007 | Kitt Peak            | Spacewatch        |
| 249121          | 2007 XW19              | 12 de desembre de 2007 | Socorro              | LINEAR            |
| 249122          | 2007 XU21              | 10 de desembre de 2007 | Socorro              | LINEAR            |
| 249123          | 2007 XM30              | 15 de desembre de 2007 | Kitt Peak            | Spacewatch        |
| 249124          | 2007 XO32              | 15 de desembre de 2007 | Catalina             | CSS               |
| 249125          | 2007 XK53              | 14 de desembre de 2007 | Mount Lemmon         | Mt. Lemmon Survey |
| 249126          | 2007 YD14              | 17 de desembre de 2007 | Mount Lemmon         | Mt. Lemmon Survey |
| 249127          | 2007 YR19              | 16 de desembre de 2007 | Kitt Peak            | Spacewatch        |
| 249128          | 2007 YS23              | 17 de desembre de 2007 | Mount Lemmon         | Mt. Lemmon Survey |
| 249129          | 2007 YR47              | 30 de desembre de 2007 | Dauban               | Chante-Perdrix    |
| 249130          | 2007 YV52              | 30 de desembre de 2007 | Catalina             | CSS               |
| 249131          | 2007 YG56              | 30 de desembre de 2007 | Junk Bond            | D. Healy          |
| 249132          | 2007 YG60              | 30 de desembre de 2007 | Catalina             | CSS               |
| 249133          | 2007 YJ63              | 31 de desembre de 2007 | Kitt Peak            | Spacewatch        |
| 249134          | 2007 YN64              | 18 de desembre de 2007 | Mount Lemmon         | Mt. Lemmon Survey |
| 249135          | 2007 YR64              | 18 de desembre de 2007 | Mount Lemmon         | Mt. Lemmon Survey |
| 249136          | 2007 YR68              | 20 de desembre de 2007 | Mount Lemmon         | Mt. Lemmon Survey |
| 249137          | 2008 AC4               | 8 de gener de 2008     | Dauban               | F. Kugel          |
| 249138          | 2008 AK4               | 9 de gener de 2008     | Lulin                | LUSS              |
| 249139          | 2008 AV4               | 7 de gener de 2008     | Lulin                | LUSS              |
| 249140          | 2008 AY15              | 10 de gener de 2008    | Mount Lemmon         | Mt. Lemmon Survey |
| 249141          | 2008 AE33              | 11 de gener de 2008    | Kitt Peak            | Spacewatch        |
| 249142          | 2008 AH35              | 10 de gener de 2008    | Kitt Peak            | Spacewatch        |
| 249143          | 2008 AY39              | 10 de gener de 2008    | Mount Lemmon         | Mt. Lemmon Survey |
| 249144          | 2008 AX43              | 10 de gener de 2008    | Kitt Peak            | Spacewatch        |
| 249145          | 2008 AV53              | 11 de gener de 2008    | Kitt Peak            | Spacewatch        |
| 249146          | 2008 AT56              | 11 de gener de 2008    | Kitt Peak            | Spacewatch        |
| 249147          | 2008 AW58              | 11 de gener de 2008    | Kitt Peak            | Spacewatch        |
| 249148          | 2008 AY63              | 11 de gener de 2008    | Kitt Peak            | Spacewatch        |
| 249149          | 2008 AD69              | 11 de gener de 2008    | Kitt Peak            | Spacewatch        |
| 249150          | 2008 AA72              | 13 de gener de 2008    | Mount Lemmon         | Mt. Lemmon Survey |
| 249151          | 2008 AW77              | 12 de gener de 2008    | Kitt Peak            | Spacewatch        |
| 249152          | 2008 AX80              | 12 de gener de 2008    | Kitt Peak            | Spacewatch        |
| 249153          | 2008 AO95              | 14 de gener de 2008    | Kitt Peak            | Spacewatch        |
| 249154          | 2008 AD110             | 15 de gener de 2008    | Kitt Peak            | Spacewatch        |
| 249155          | 2008 AH115             | 10 de gener de 2008    | Mount Lemmon         | Mt. Lemmon Survey |
| 249156          | 2008 AK136             | 12 de gener de 2008    | Socorro              | LINEAR            |
| 249157          | 2008 BU9               | 16 de gener de 2008    | Kitt Peak            | Spacewatch        |
| 249158          | 2008 BK10              | 16 de gener de 2008    | Kitt Peak            | Spacewatch        |
| 249159          | 2008 BF13              | 19 de gener de 2008    | Mount Lemmon         | Mt. Lemmon Survey |
| 249160 Urriellu | 2008 BO14              | 25 de gener de 2008    | La Canada            | J. Lacruz         |
| 249161          | 2008 BF21              | 30 de gener de 2008    | Mount Lemmon         | Mt. Lemmon Survey |
| 249162          | 2008 BA23              | 31 de gener de 2008    | Mount Lemmon         | Mt. Lemmon Survey |
| 249163          | 2008 BY26              | 30 de gener de 2008    | Mount Lemmon         | Mt. Lemmon Survey |
| 249164          | 2008 BR29              | 30 de gener de 2008    | Catalina             | CSS               |
| 249165          | 2008 BT32              | 30 de gener de 2008    | Kitt Peak            | Spacewatch        |
| 249166          | 2008 BD33              | 30 de gener de 2008    | Kitt Peak            | Spacewatch        |
| 249167          | 2008 BA35              | 30 de gener de 2008    | Mount Lemmon         | Mt. Lemmon Survey |
| 249168          | 2008 BJ36              | 30 de gener de 2008    | Kitt Peak            | Spacewatch        |
| 249169          | 2008 CZ5               | 7 de febrer de 2008    | Mayhill              | A. Lowe           |
| 249170          | 2008 CC12              | 3 de febrer de 2008    | Kitt Peak            | Spacewatch        |
| 249171          | 2008 CZ24              | 1 de febrer de 2008    | Kitt Peak            | Spacewatch        |
| 249172          | 2008 CE40              | 2 de febrer de 2008    | Mount Lemmon         | Mt. Lemmon Survey |
| 249173          | 2008 CG42              | 2 de febrer de 2008    | Catalina             | CSS               |
| 249174          | 2008 CD45              | 2 de febrer de 2008    | Kitt Peak            | Spacewatch        |
| 249175          | 2008 CR50              | 6 de febrer de 2008    | Catalina             | CSS               |
| 249176          | 2008 CB53              | 7 de febrer de 2008    | Kitt Peak            | Spacewatch        |
| 249177          | 2008 CT63              | 8 de febrer de 2008    | Mount Lemmon         | Mt. Lemmon Survey |
| 249178          | 2008 CK101             | 9 de febrer de 2008    | Kitt Peak            | Spacewatch        |
| 249179          | 2008 CL107             | 9 de febrer de 2008    | Mount Lemmon         | Mt. Lemmon Survey |
| 249180          | 2008 CE117             | 12 de febrer de 2008   | Kitt Peak            | Spacewatch        |
| 249181          | 2008 CS117             | 11 de febrer de 2008   | Dauban               | F. Kugel          |
| 249182          | 2008 CW119             | 14 de febrer de 2008   | Grove Creek          | F. Tozzi          |
| 249183          | 2008 CX119             | 14 de febrer de 2008   | Grove Creek          | F. Tozzi          |
| 249184          | 2008 CH126             | 8 de febrer de 2008    | Kitt Peak            | Spacewatch        |
| 249185          | 2008 CG133             | 8 de febrer de 2008    | Kitt Peak            | Spacewatch        |
| 249186          | 2008 CW133             | 8 de febrer de 2008    | Mount Lemmon         | Mt. Lemmon Survey |
| 249187          | 2008 CB141             | 8 de febrer de 2008    | Kitt Peak            | Spacewatch        |
| 249188          | 2008 CZ148             | 9 de febrer de 2008    | Mount Lemmon         | Mt. Lemmon Survey |
| 249189          | 2008 CC158             | 9 de febrer de 2008    | Catalina             | CSS               |
| 249190          | 2008 CZ165             | 10 de febrer de 2008   | Mount Lemmon         | Mt. Lemmon Survey |
| 249191          | 2008 CW178             | 6 de febrer de 2008    | Catalina             | CSS               |
| 249192          | 2008 CL185             | 6 de febrer de 2008    | Mayhill              | A. Lowe           |
| 249193          | 2008 CK190             | 3 de febrer de 2008    | Catalina             | CSS               |
| 249194          | 2008 CP200             | 10 de febrer de 2008   | Kitt Peak            | Spacewatch        |
| 249195          | 2008 CY203             | 13 de febrer de 2008   | Kitt Peak            | Spacewatch        |
| 249196          | 2008 CM206             | 9 de febrer de 2008    | Kitt Peak            | Spacewatch        |
| 249197          | 2008 CC209             | 1 de febrer de 2008    | Socorro              | LINEAR            |
| 249198          | 2008 DB5               | 24 de febrer de 2008   | Dauban               | F. Kugel          |
| 249199          | 2008 DF9               | 25 de febrer de 2008   | Kitt Peak            | Spacewatch        |
| 249200          | 2008 DN9               | 25 de febrer de 2008   | Kitt Peak            | Spacewatch        |

## 249201-249300
| Nom    | Designació provisional | Data de descobriment   | Lloc de descobriment | Descobridor/s     |
| ------ | ---------------------- | ---------------------- | -------------------- | ----------------- |
| 249201 | 2008 DL13              | 26 de febrer de 2008   | Mount Lemmon         | Mt. Lemmon Survey |
| 249202 | 2008 DO31              | 27 de febrer de 2008   | Anderson Mesa        | LONEOS            |
| 249203 | 2008 DV36              | 27 de febrer de 2008   | Mount Lemmon         | Mt. Lemmon Survey |
| 249204 | 2008 DN39              | 27 de febrer de 2008   | Mount Lemmon         | Mt. Lemmon Survey |
| 249205 | 2008 DT39              | 27 de febrer de 2008   | Mount Lemmon         | Mt. Lemmon Survey |
| 249206 | 2008 DX45              | 28 de febrer de 2008   | Catalina             | CSS               |
| 249207 | 2008 DW48              | 29 de febrer de 2008   | Catalina             | CSS               |
| 249208 | 2008 DP59              | 27 de febrer de 2008   | Mount Lemmon         | Mt. Lemmon Survey |
| 249209 | 2008 DY59              | 27 de febrer de 2008   | Catalina             | CSS               |
| 249210 | 2008 DN67              | 29 de febrer de 2008   | Kitt Peak            | Spacewatch        |
| 249211 | 2008 DJ73              | 27 de febrer de 2008   | Kitt Peak            | Spacewatch        |
| 249212 | 2008 DL84              | 18 de febrer de 2008   | Mount Lemmon         | Mt. Lemmon Survey |
| 249213 | 2008 DS87              | 29 de febrer de 2008   | Kitt Peak            | Spacewatch        |
| 249214 | 2008 EC                | 1 de març de 2008      | Desert Moon          | B. L. Stevens     |
| 249215 | 2008 EO19              | 2 de març de 2008      | Kitt Peak            | Spacewatch        |
| 249216 | 2008 EU73              | 7 de març de 2008      | Catalina             | CSS               |
| 249217 | 2008 EB80              | 9 de març de 2008      | Kitt Peak            | Spacewatch        |
| 249218 | 2008 EO86              | 7 de març de 2008      | Mount Lemmon         | Mt. Lemmon Survey |
| 249219 | 2008 EB91              | 1 de març de 2008      | Catalina             | CSS               |
| 249220 | 2008 EV98              | 3 de març de 2008      | Catalina             | CSS               |
| 249221 | 2008 EZ99              | 6 de març de 2008      | Catalina             | CSS               |
| 249222 | 2008 ES103             | 5 de març de 2008      | Mount Lemmon         | Mt. Lemmon Survey |
| 249223 | 2008 EF105             | 6 de març de 2008      | Mount Lemmon         | Mt. Lemmon Survey |
| 249224 | 2008 EB136             | 11 de març de 2008     | Kitt Peak            | Spacewatch        |
| 249225 | 2008 FJ69              | 28 de març de 2008     | Mount Lemmon         | Mt. Lemmon Survey |
| 249226 | 2008 FF100             | 30 de març de 2008     | Kitt Peak            | Spacewatch        |
| 249227 | 2008 FZ120             | 31 de març de 2008     | Mount Lemmon         | Mt. Lemmon Survey |
| 249228 | 2008 GH4               | 7 d'abril de 2008      | Grove Creek          | F. Tozzi          |
| 249229 | 2008 GC12              | 3 d'abril de 2008      | Kitt Peak            | Spacewatch        |
| 249230 | 2008 GZ21              | 6 d'abril de 2008      | Catalina             | CSS               |
| 249231 | 2008 GH77              | 7 d'abril de 2008      | Kitt Peak            | Spacewatch        |
| 249232 | 2008 GM93              | 6 d'abril de 2008      | Mount Lemmon         | Mt. Lemmon Survey |
| 249233 | 2008 GV95              | 8 d'abril de 2008      | Kitt Peak            | Spacewatch        |
| 249234 | 2008 GN100             | 9 d'abril de 2008      | Kitt Peak            | Spacewatch        |
| 249235 | 2008 GT114             | 11 d'abril de 2008     | Kitt Peak            | Spacewatch        |
| 249236 | 2008 GE122             | 13 d'abril de 2008     | Kitt Peak            | Spacewatch        |
| 249237 | 2008 HJ10              | 24 d'abril de 2008     | Mount Lemmon         | Mt. Lemmon Survey |
| 249238 | 2008 HO22              | 26 d'abril de 2008     | Kitt Peak            | Spacewatch        |
| 249239 | 2008 HS35              | 29 d'abril de 2008     | Mount Lemmon         | Mt. Lemmon Survey |
| 249240 | 2008 JK26              | 13 de maig de 2008     | Tiki                 | N. Teamo          |
| 249241 | 2008 OU22              | 29 de juliol de 2008   | Kitt Peak            | Spacewatch        |
| 249242 | 2008 PX19              | 7 d'agost de 2008      | Kitt Peak            | Spacewatch        |
| 249243 | 2008 QD5               | 22 d'agost de 2008     | Kitt Peak            | Spacewatch        |
| 249244 | 2008 QE13              | 27 d'agost de 2008     | La Sagra             | La Sagra          |
| 249245 | 2008 QO48              | 24 d'agost de 2008     | Kitt Peak            | Spacewatch        |
| 249246 | 2008 RS4               | 2 de setembre de 2008  | Kitt Peak            | Spacewatch        |
| 249247 | 2008 RV9               | 3 de setembre de 2008  | Kitt Peak            | Spacewatch        |
| 249248 | 2008 RC77              | 6 de setembre de 2008  | Mount Lemmon         | Mt. Lemmon Survey |
| 249249 | 2008 RA106             | 6 de setembre de 2008  | Mount Lemmon         | Mt. Lemmon Survey |
| 249250 | 2008 RZ112             | 5 de setembre de 2008  | Kitt Peak            | Spacewatch        |
| 249251 | 2008 RO120             | 9 de setembre de 2008  | Mount Lemmon         | Mt. Lemmon Survey |
| 249252 | 2008 RD130             | 4 de setembre de 2008  | Kitt Peak            | Spacewatch        |
| 249253 | 2008 RC131             | 9 de setembre de 2008  | Mount Lemmon         | Mt. Lemmon Survey |
| 249254 | 2008 SK2               | 22 de setembre de 2008 | Goodricke-Pigott     | R. A. Tucker      |
| 249255 | 2008 SC35              | 20 de setembre de 2008 | Kitt Peak            | Spacewatch        |
| 249256 | 2008 SH38              | 20 de setembre de 2008 | Kitt Peak            | Spacewatch        |
| 249257 | 2008 SF53              | 20 de setembre de 2008 | Mount Lemmon         | Mt. Lemmon Survey |
| 249258 | 2008 SP53              | 20 de setembre de 2008 | Mount Lemmon         | Mt. Lemmon Survey |
| 249259 | 2008 SA65              | 21 de setembre de 2008 | Mount Lemmon         | Mt. Lemmon Survey |
| 249260 | 2008 SQ68              | 21 de setembre de 2008 | Kitt Peak            | Spacewatch        |
| 249261 | 2008 SS72              | 22 de setembre de 2008 | Catalina             | CSS               |
| 249262 | 2008 SR76              | 23 de setembre de 2008 | Mount Lemmon         | Mt. Lemmon Survey |
| 249263 | 2008 SV81              | 25 de setembre de 2008 | Sierra Stars         | F. Tozzi          |
| 249264 | 2008 SB98              | 21 de setembre de 2008 | Kitt Peak            | Spacewatch        |
| 249265 | 2008 SN103             | 21 de setembre de 2008 | Mount Lemmon         | Mt. Lemmon Survey |
| 249266 | 2008 SD127             | 22 de setembre de 2008 | Kitt Peak            | Spacewatch        |
| 249267 | 2008 SC128             | 22 de setembre de 2008 | Kitt Peak            | Spacewatch        |
| 249268 | 2008 ST129             | 22 de setembre de 2008 | Kitt Peak            | Spacewatch        |
| 249269 | 2008 SH159             | 24 de setembre de 2008 | Socorro              | LINEAR            |
| 249270 | 2008 SA167             | 28 de setembre de 2008 | Socorro              | LINEAR            |
| 249271 | 2008 SX184             | 24 de setembre de 2008 | Kitt Peak            | Spacewatch        |
| 249272 | 2008 SS187             | 25 de setembre de 2008 | Kitt Peak            | Spacewatch        |
| 249273 | 2008 SS197             | 25 de setembre de 2008 | Kitt Peak            | Spacewatch        |
| 249274 | 2008 SH198             | 25 de setembre de 2008 | Kitt Peak            | Spacewatch        |
| 249275 | 2008 SU203             | 26 de setembre de 2008 | Kitt Peak            | Spacewatch        |
| 249276 | 2008 SY205             | 26 de setembre de 2008 | Kitt Peak            | Spacewatch        |
| 249277 | 2008 SS224             | 26 de setembre de 2008 | Kitt Peak            | Spacewatch        |
| 249278 | 2008 SV254             | 23 de setembre de 2008 | Kitt Peak            | Spacewatch        |
| 249279 | 2008 SO262             | 24 de setembre de 2008 | Kitt Peak            | Spacewatch        |
| 249280 | 2008 SK267             | 23 de setembre de 2008 | Kitt Peak            | Spacewatch        |
| 249281 | 2008 SV282             | 24 de setembre de 2008 | Kitt Peak            | Spacewatch        |
| 249282 | 2008 SR283             | 23 de setembre de 2008 | Catalina             | CSS               |
| 249283 | 2008 SM299             | 22 de setembre de 2008 | Kitt Peak            | Spacewatch        |
| 249284 | 2008 SF300             | 22 de setembre de 2008 | Kitt Peak            | Spacewatch        |
| 249285 | 2008 SP304             | 24 de setembre de 2008 | Kitt Peak            | Spacewatch        |
| 249286 | 2008 TB5               | 1 d'octubre de 2008    | La Sagra             | La Sagra          |
| 249287 | 2008 TG27              | 8 d'octubre de 2008    | Catalina             | CSS               |
| 249288 | 2008 TP31              | 1 d'octubre de 2008    | Kitt Peak            | Spacewatch        |
| 249289 | 2008 TW53              | 2 d'octubre de 2008    | Kitt Peak            | Spacewatch        |
| 249290 | 2008 TY64              | 2 d'octubre de 2008    | Catalina             | CSS               |
| 249291 | 2008 TF73              | 2 d'octubre de 2008    | Kitt Peak            | Spacewatch        |
| 249292 | 2008 TF103             | 6 d'octubre de 2008    | Kitt Peak            | Spacewatch        |
| 249293 | 2008 TG111             | 6 d'octubre de 2008    | Catalina             | CSS               |
| 249294 | 2008 TC118             | 6 d'octubre de 2008    | Kitt Peak            | Spacewatch        |
| 249295 | 2008 TS122             | 7 d'octubre de 2008    | Kitt Peak            | Spacewatch        |
| 249296 | 2008 TA132             | 8 d'octubre de 2008    | Mount Lemmon         | Mt. Lemmon Survey |
| 249297 | 2008 TL169             | 7 d'octubre de 2008    | Mount Lemmon         | Mt. Lemmon Survey |
| 249298 | 2008 TR170             | 9 d'octubre de 2008    | Mount Lemmon         | Mt. Lemmon Survey |
| 249299 | 2008 TB177             | 7 d'octubre de 2008    | Catalina             | CSS               |
| 249300 | 2008 UY                | 18 d'octubre de 2008   | Auberry              | Auberry           |

## 249301-249400
| Nom          | Designació provisional | Data de descobriment   | Lloc de descobriment | Descobridor/s          |
| ------------ | ---------------------- | ---------------------- | -------------------- | ---------------------- |
| 249301       | 2008 UD5               | 24 d'octubre de 2008   | Needville            | J. Dellinger           |
| 249302 Ajoie | 2008 UM7               | 26 d'octubre de 2008   | Vicques              | M. Ory                 |
| 249303       | 2008 UG39              | 20 d'octubre de 2008   | Kitt Peak            | Spacewatch             |
| 249304       | 2008 UD42              | 20 d'octubre de 2008   | Kitt Peak            | Spacewatch             |
| 249305       | 2008 UC62              | 21 d'octubre de 2008   | Kitt Peak            | Spacewatch             |
| 249306       | 2008 UT74              | 21 d'octubre de 2008   | Kitt Peak            | Spacewatch             |
| 249307       | 2008 UE77              | 21 d'octubre de 2008   | Mount Lemmon         | Mt. Lemmon Survey      |
| 249308       | 2008 UQ77              | 21 d'octubre de 2008   | Kitt Peak            | Spacewatch             |
| 249309       | 2008 UF83              | 22 d'octubre de 2008   | Mount Lemmon         | Mt. Lemmon Survey      |
| 249310       | 2008 UO125             | 22 d'octubre de 2008   | Kitt Peak            | Spacewatch             |
| 249311       | 2008 UM128             | 22 d'octubre de 2008   | Kitt Peak            | Spacewatch             |
| 249312       | 2008 UX164             | 24 d'octubre de 2008   | Kitt Peak            | Spacewatch             |
| 249313       | 2008 UK168             | 24 d'octubre de 2008   | Kitt Peak            | Spacewatch             |
| 249314       | 2008 UO169             | 24 d'octubre de 2008   | Kitt Peak            | Spacewatch             |
| 249315       | 2008 UX174             | 24 d'octubre de 2008   | Kitt Peak            | Spacewatch             |
| 249316       | 2008 UF185             | 24 d'octubre de 2008   | Kitt Peak            | Spacewatch             |
| 249317       | 2008 UE201             | 28 d'octubre de 2008   | Socorro              | LINEAR                 |
| 249318       | 2008 UH201             | 28 d'octubre de 2008   | Socorro              | LINEAR                 |
| 249319       | 2008 UN201             | 28 d'octubre de 2008   | Socorro              | LINEAR                 |
| 249320       | 2008 UR202             | 27 d'octubre de 2008   | Socorro              | LINEAR                 |
| 249321       | 2008 UO215             | 24 d'octubre de 2008   | Catalina             | CSS                    |
| 249322       | 2008 UZ217             | 25 d'octubre de 2008   | Kitt Peak            | Spacewatch             |
| 249323       | 2008 UJ225             | 25 d'octubre de 2008   | Kitt Peak            | Spacewatch             |
| 249324       | 2008 UR259             | 27 d'octubre de 2008   | Kitt Peak            | Spacewatch             |
| 249325       | 2008 UA273             | 28 d'octubre de 2008   | Kitt Peak            | Spacewatch             |
| 249326       | 2008 UU316             | 30 d'octubre de 2008   | Mount Lemmon         | Mt. Lemmon Survey      |
| 249327       | 2008 UC317             | 30 d'octubre de 2008   | Kitt Peak            | Spacewatch             |
| 249328       | 2008 UK325             | 31 d'octubre de 2008   | Kitt Peak            | Spacewatch             |
| 249329       | 2008 UU340             | 24 d'octubre de 2008   | Kitt Peak            | Spacewatch             |
| 249330       | 2008 UZ340             | 24 d'octubre de 2008   | Mount Lemmon         | Mt. Lemmon Survey      |
| 249331       | 2008 UB355             | 31 d'octubre de 2008   | Kitt Peak            | Spacewatch             |
| 249332       | 2008 UB359             | 27 d'octubre de 2008   | Mount Lemmon         | Mt. Lemmon Survey      |
| 249333       | 2008 UK359             | 27 d'octubre de 2008   | Mount Lemmon         | Mt. Lemmon Survey      |
| 249334       | 2008 UM365             | 30 d'octubre de 2008   | Catalina             | CSS                    |
| 249335       | 2008 VL2               | 2 de novembre de 2008  | Socorro              | LINEAR                 |
| 249336       | 2008 VQ2               | 2 de novembre de 2008  | Socorro              | LINEAR                 |
| 249337       | 2008 VF3               | 3 de novembre de 2008  | Socorro              | LINEAR                 |
| 249338       | 2008 VT23              | 1 de novembre de 2008  | Kitt Peak            | Spacewatch             |
| 249339       | 2008 VG64              | 9 de novembre de 2008  | La Sagra             | La Sagra               |
| 249340       | 2008 VH74              | 7 de novembre de 2008  | Catalina             | CSS                    |
| 249341       | 2008 WH4               | 17 de novembre de 2008 | Kitt Peak            | Spacewatch             |
| 249342       | 2008 WM23              | 18 de novembre de 2008 | Catalina             | CSS                    |
| 249343       | 2008 WQ32              | 20 de novembre de 2008 | Mayhill              | A. Lowe                |
| 249344       | 2008 WC60              | 19 de novembre de 2008 | Socorro              | LINEAR                 |
| 249345       | 2008 WU61              | 22 de novembre de 2008 | La Sagra             | La Sagra               |
| 249346       | 2008 WV61              | 22 de novembre de 2008 | La Sagra             | La Sagra               |
| 249347       | 2008 WE64              | 18 de novembre de 2008 | Catalina             | CSS                    |
| 249348       | 2008 WR97              | 19 de novembre de 2008 | Catalina             | CSS                    |
| 249349       | 2008 WX101             | 30 de novembre de 2008 | Socorro              | LINEAR                 |
| 249350       | 2008 WL113             | 30 de novembre de 2008 | Kitt Peak            | Spacewatch             |
| 249351       | 2008 WC140             | 17 de novembre de 2008 | Kitt Peak            | Spacewatch             |
| 249352       | 2008 XS3               | 2 de desembre de 2008  | Socorro              | LINEAR                 |
| 249353       | 2008 YM3               | 21 de desembre de 2008 | Dauban               | F. Kugel               |
| 249354       | 2008 YX7               | 22 de desembre de 2008 | Bisei SG Center      | BATTeRS                |
| 249355       | 2008 YD30              | 30 de desembre de 2008 | Mayhill              | A. Lowe                |
| 249356       | 2008 YZ31              | 30 de desembre de 2008 | Bisei SG Center      | BATTeRS                |
| 249357       | 2008 YW34              | 31 de desembre de 2008 | Catalina             | CSS                    |
| 249358       | 2008 YQ36              | 22 de desembre de 2008 | Kitt Peak            | Spacewatch             |
| 249359       | 2008 YK38              | 29 de desembre de 2008 | Kitt Peak            | Spacewatch             |
| 249360       | 2008 YW40              | 30 de desembre de 2008 | Mount Lemmon         | Mt. Lemmon Survey      |
| 249361       | 2008 YM89              | 29 de desembre de 2008 | Kitt Peak            | Spacewatch             |
| 249362       | 2008 YR137             | 30 de desembre de 2008 | Mount Lemmon         | Mt. Lemmon Survey      |
| 249363       | 2008 YG142             | 30 de desembre de 2008 | Kitt Peak            | Spacewatch             |
| 249364       | 2008 YN153             | 21 de desembre de 2008 | Kitt Peak            | Spacewatch             |
| 249365       | 2008 YP163             | 30 de desembre de 2008 | Mount Lemmon         | Mt. Lemmon Survey      |
| 249366       | 2008 YY168             | 21 de desembre de 2008 | Mount Lemmon         | Mt. Lemmon Survey      |
| 249367       | 2008 YD171             | 22 de desembre de 2008 | Kitt Peak            | Spacewatch             |
| 249368       | 2009 AX1               | 4 de gener de 2009     | Farra d'Isonzo       | Farra d'Isonzo         |
| 249369       | 2009 AC8               | 1 de gener de 2009     | Mount Lemmon         | Mt. Lemmon Survey      |
| 249370       | 2009 AV47              | 3 de gener de 2009     | Mount Lemmon         | Mt. Lemmon Survey      |
| 249371       | 2009 AR50              | 15 de gener de 2009    | Kitt Peak            | Spacewatch             |
| 249372       | 2009 BX1               | 18 de gener de 2009    | Mayhill              | A. Lowe                |
| 249373       | 2009 BY1               | 18 de gener de 2009    | Mayhill              | A. Lowe                |
| 249374       | 2009 BC3               | 18 de gener de 2009    | Socorro              | LINEAR                 |
| 249375       | 2009 BK3               | 18 de gener de 2009    | Socorro              | LINEAR                 |
| 249376       | 2009 BM6               | 18 de gener de 2009    | Socorro              | LINEAR                 |
| 249377       | 2009 BV10              | 25 de gener de 2009    | Mayhill              | A. Lowe                |
| 249378       | 2009 BJ16              | 16 de gener de 2009    | Mount Lemmon         | Mt. Lemmon Survey      |
| 249379       | 2009 BO32              | 16 de gener de 2009    | Kitt Peak            | Spacewatch             |
| 249380       | 2009 BZ44              | 16 de gener de 2009    | Kitt Peak            | Spacewatch             |
| 249381       | 2009 BJ46              | 16 de gener de 2009    | Kitt Peak            | Spacewatch             |
| 249382       | 2009 BU49              | 16 de gener de 2009    | Mount Lemmon         | Mt. Lemmon Survey      |
| 249383       | 2009 BF67              | 20 de gener de 2009    | Kitt Peak            | Spacewatch             |
| 249384       | 2009 BH67              | 20 de gener de 2009    | Kitt Peak            | Spacewatch             |
| 249385       | 2009 BV68              | 25 de gener de 2009    | Kitt Peak            | Spacewatch             |
| 249386       | 2009 BU75              | 24 de gener de 2009    | Purple Mountain      | PMO NEO Survey Program |
| 249387       | 2009 BN76              | 26 de gener de 2009    | Purple Mountain      | PMO NEO Survey Program |
| 249388       | 2009 BB85              | 25 de gener de 2009    | Kitt Peak            | Spacewatch             |
| 249389       | 2009 BO88              | 25 de gener de 2009    | Kitt Peak            | Spacewatch             |
| 249390       | 2009 BJ96              | 24 de gener de 2009    | Purple Mountain      | PMO NEO Survey Program |
| 249391       | 2009 BU108             | 29 de gener de 2009    | Mount Lemmon         | Mt. Lemmon Survey      |
| 249392       | 2009 BX112             | 31 de gener de 2009    | Mount Lemmon         | Mt. Lemmon Survey      |
| 249393       | 2009 BR113             | 26 de gener de 2009    | Kitt Peak            | Spacewatch             |
| 249394       | 2009 BD115             | 27 de gener de 2009    | Piszkesteto          | K. Sarneczky           |
| 249395       | 2009 BG118             | 30 de gener de 2009    | Mount Lemmon         | Mt. Lemmon Survey      |
| 249396       | 2009 BF122             | 31 de gener de 2009    | Kitt Peak            | Spacewatch             |
| 249397       | 2009 BB125             | 31 de gener de 2009    | Kitt Peak            | Spacewatch             |
| 249398       | 2009 BP150             | 27 de gener de 2009    | Purple Mountain      | PMO NEO Survey Program |
| 249399       | 2009 BN187             | 30 de gener de 2009    | Mount Lemmon         | Mt. Lemmon Survey      |
| 249400       | 2009 BZ187             | 20 de gener de 2009    | Catalina             | CSS                    |

## 249401-249500
| Nom    | Designació provisional | Data de descobriment   | Lloc de descobriment | Descobridor/s          |
| ------ | ---------------------- | ---------------------- | -------------------- | ---------------------- |
| 249401 | 2009 BV189             | 25 de gener de 2009    | Kitt Peak            | Spacewatch             |
| 249402 | 2009 CZ12              | 1 de febrer de 2009    | Mount Lemmon         | Mt. Lemmon Survey      |
| 249403 | 2009 CM15              | 3 de febrer de 2009    | Kitt Peak            | Spacewatch             |
| 249404 | 2009 CE20              | 1 de febrer de 2009    | Kitt Peak            | Spacewatch             |
| 249405 | 2009 CB42              | 13 de febrer de 2009   | Kitt Peak            | Spacewatch             |
| 249406 | 2009 CT53              | 2 de febrer de 2009    | Siding Spring        | Siding Spring Survey   |
| 249407 | 2009 CY56              | 5 de febrer de 2009    | Catalina             | CSS                    |
| 249408 | 2009 CP59              | 5 de febrer de 2009    | Mount Lemmon         | Mt. Lemmon Survey      |
| 249409 | 2009 CG65              | 3 de febrer de 2009    | Kitt Peak            | Spacewatch             |
| 249410 | 2009 DX5               | 16 de febrer de 2009   | Catalina             | CSS                    |
| 249411 | 2009 DR6               | 17 de febrer de 2009   | Kitt Peak            | Spacewatch             |
| 249412 | 2009 DH12              | 20 de febrer de 2009   | Catalina             | CSS                    |
| 249413 | 2009 DA36              | 20 de febrer de 2009   | Kitt Peak            | Spacewatch             |
| 249414 | 2009 DC47              | 28 de febrer de 2009   | Socorro              | LINEAR                 |
| 249415 | 2009 DL69              | 26 de febrer de 2009   | Catalina             | CSS                    |
| 249416 | 2009 DN69              | 26 de febrer de 2009   | Catalina             | CSS                    |
| 249417 | 2009 DQ90              | 26 de febrer de 2009   | Catalina             | CSS                    |
| 249418 | 2009 DU103             | 26 de febrer de 2009   | Mount Lemmon         | Mt. Lemmon Survey      |
| 249419 | 2009 DO104             | 26 de febrer de 2009   | Kitt Peak            | Spacewatch             |
| 249420 | 2009 DV109             | 19 de febrer de 2009   | Catalina             | CSS                    |
| 249421 | 2009 DA122             | 27 de febrer de 2009   | Kitt Peak            | Spacewatch             |
| 249422 | 2009 DY129             | 27 de febrer de 2009   | Kitt Peak            | Spacewatch             |
| 249423 | 2009 DJ136             | 19 de febrer de 2009   | Kitt Peak            | Spacewatch             |
| 249424 | 2009 DT140             | 19 de febrer de 2009   | Mount Lemmon         | Mt. Lemmon Survey      |
| 249425 | 2009 ER3               | 14 de març de 2009     | La Sagra             | La Sagra               |
| 249426 | 2009 EZ3               | 15 de març de 2009     | La Sagra             | La Sagra               |
| 249427 | 2009 EH18              | 15 de març de 2009     | Kitt Peak            | Spacewatch             |
| 249428 | 2009 EP22              | 2 de març de 2009      | Mount Lemmon         | Mt. Lemmon Survey      |
| 249429 | 2009 EG23              | 7 de març de 2009      | Mount Lemmon         | Mt. Lemmon Survey      |
| 249430 | 2009 EJ27              | 1 de març de 2009      | Kitt Peak            | Spacewatch             |
| 249431 | 2009 EK28              | 2 de març de 2009      | Mount Lemmon         | Mt. Lemmon Survey      |
| 249432 | 2009 FU5               | 18 de març de 2009     | La Canada            | J. Lacruz              |
| 249433 | 2009 FA6               | 16 de març de 2009     | Kitt Peak            | Spacewatch             |
| 249434 | 2009 FN16              | 19 de març de 2009     | Kitt Peak            | Spacewatch             |
| 249435 | 2009 FG18              | 19 de març de 2009     | Socorro              | LINEAR                 |
| 249436 | 2009 FL31              | 25 de març de 2009     | La Sagra             | La Sagra               |
| 249437 | 2009 FR43              | 29 de març de 2009     | Socorro              | LINEAR                 |
| 249438 | 2009 FT45              | 30 de març de 2009     | Cordell-Lorenz       | D. T. Durig            |
| 249439 | 2009 FT52              | 29 de març de 2009     | Kitt Peak            | Spacewatch             |
| 249440 | 2009 FX52              | 29 de març de 2009     | Kitt Peak            | Spacewatch             |
| 249441 | 2009 FL57              | 26 de març de 2009     | Kitt Peak            | Spacewatch             |
| 249442 | 2009 FO57              | 19 de març de 2009     | Kitt Peak            | Spacewatch             |
| 249443 | 2009 FZ61              | 19 de març de 2009     | Kitt Peak            | Spacewatch             |
| 249444 | 2009 FS64              | 16 de març de 2009     | Kitt Peak            | Spacewatch             |
| 249445 | 2009 FE68              | 28 de març de 2009     | Kitt Peak            | Spacewatch             |
| 249446 | 2009 FS68              | 19 de març de 2009     | Mount Lemmon         | Mt. Lemmon Survey      |
| 249447 | 2009 FN69              | 17 de març de 2009     | Kitt Peak            | Spacewatch             |
| 249448 | 2009 FU69              | 18 de març de 2009     | Kitt Peak            | Spacewatch             |
| 249449 | 2009 GA4               | 13 d'abril de 2009     | Kanab                | E. Sheridan            |
| 249450 | 2009 HF5               | 17 d'abril de 2009     | Kitt Peak            | Spacewatch             |
| 249451 | 2009 HL5               | 17 d'abril de 2009     | Kitt Peak            | Spacewatch             |
| 249452 | 2009 HV20              | 20 d'abril de 2009     | Tzec Maun            | F. Tozzi               |
| 249453 | 2009 HD39              | 18 d'abril de 2009     | Kitt Peak            | Spacewatch             |
| 249454 | 2009 HH41              | 20 d'abril de 2009     | Kitt Peak            | Spacewatch             |
| 249455 | 2009 HQ41              | 20 d'abril de 2009     | Kitt Peak            | Spacewatch             |
| 249456 | 2009 HC52              | 17 d'abril de 2009     | Catalina             | CSS                    |
| 249457 | 2009 HF59              | 20 d'abril de 2009     | Socorro              | LINEAR                 |
| 249458 | 2009 HC65              | 23 d'abril de 2009     | Kitt Peak            | Spacewatch             |
| 249459 | 2009 HT81              | 24 d'abril de 2009     | Cerro Burek          | Cerro Burek            |
| 249460 | 2009 HZ84              | 28 d'abril de 2009     | Mount Lemmon         | Mt. Lemmon Survey      |
| 249461 | 2009 HM91              | 27 d'abril de 2009     | Catalina             | CSS                    |
| 249462 | 2009 HF93              | 30 d'abril de 2009     | Kitt Peak            | Spacewatch             |
| 249463 | 2009 HV96              | 30 d'abril de 2009     | Kitt Peak            | Spacewatch             |
| 249464 | 2009 HH97              | 17 d'abril de 2009     | Kitt Peak            | Spacewatch             |
| 249465 | 2009 HV102             | 29 d'abril de 2009     | Purple Mountain      | PMO NEO Survey Program |
| 249466 | 2009 HV103             | 20 d'abril de 2009     | Kitt Peak            | Spacewatch             |
| 249467 | 2009 HS105             | 29 d'abril de 2009     | Kitt Peak            | Spacewatch             |
| 249468 | 2009 JG3               | 13 de maig de 2009     | Mount Lemmon         | Mt. Lemmon Survey      |
| 249469 | 2009 JL5               | 14 de maig de 2009     | Kitt Peak            | Spacewatch             |
| 249470 | 2009 JA13              | 2 de maig de 2009      | La Sagra             | La Sagra               |
| 249471 | 2009 KM5               | 24 de maig de 2009     | Catalina             | CSS                    |
| 249472 | 2009 KV5               | 25 de maig de 2009     | Kitt Peak            | Spacewatch             |
| 249473 | 2009 KS10              | 25 de maig de 2009     | Kitt Peak            | Spacewatch             |
| 249474 | 2009 KB21              | 29 de maig de 2009     | Mount Lemmon         | Mt. Lemmon Survey      |
| 249475 | 2009 KL23              | 27 de maig de 2009     | Kitt Peak            | Spacewatch             |
| 249476 | 2009 LS6               | 15 de juny de 2009     | Kitt Peak            | Spacewatch             |
| 249477 | 2009 OJ1               | 18 de juliol de 2009   | Sandlot              | G. Hug                 |
| 249478 | 2009 ON3               | 17 de juliol de 2009   | La Sagra             | La Sagra               |
| 249479 | 2009 TN7               | 13 d'octubre de 2009   | La Sagra             | La Sagra               |
| 249480 | 2009 TX17              | 15 d'octubre de 2009   | Catalina             | CSS                    |
| 249481 | 2009 TE23              | 14 d'octubre de 2009   | La Sagra             | La Sagra               |
| 249482 | 2009 TZ27              | 15 d'octubre de 2009   | La Sagra             | La Sagra               |
| 249483 | 2009 UU26              | 21 d'octubre de 2009   | Catalina             | CSS                    |
| 249484 | 2009 UL32              | 18 d'octubre de 2009   | Mount Lemmon         | Mt. Lemmon Survey      |
| 249485 | 2009 UP37              | 22 d'octubre de 2009   | Mount Lemmon         | Mt. Lemmon Survey      |
| 249486 | 2009 UO69              | 21 d'octubre de 2009   | Catalina             | CSS                    |
| 249487 | 2009 UP87              | 24 d'octubre de 2009   | Kitt Peak            | Spacewatch             |
| 249488 | 2009 UN129             | 26 d'octubre de 2009   | Mount Lemmon         | Mt. Lemmon Survey      |
| 249489 | 2009 UN131             | 19 d'octubre de 2009   | La Sagra             | La Sagra               |
| 249490 | 2009 UV136             | 25 d'octubre de 2009   | Catalina             | CSS                    |
| 249491 | 2009 UH149             | 23 d'octubre de 2009   | La Sagra             | La Sagra               |
| 249492 | 2009 VW26              | 8 de novembre de 2009  | Kitt Peak            | Spacewatch             |
| 249493 | 2009 VF32              | 9 de novembre de 2009  | Kitt Peak            | Spacewatch             |
| 249494 | 2009 VV44              | 15 de novembre de 2009 | Mount Lemmon         | Mt. Lemmon Survey      |
| 249495 | 2009 VO116             | 15 de novembre de 2009 | Mount Lemmon         | Mt. Lemmon Survey      |
| 249496 | 2009 WR249             | 26 de novembre de 2009 | Kitt Peak            | Spacewatch             |
| 249497 | 2009 XN15              | 15 de desembre de 2009 | Mount Lemmon         | Mt. Lemmon Survey      |
| 249498 | 2009 XU15              | 15 de desembre de 2009 | Mount Lemmon         | Mt. Lemmon Survey      |
| 249499 | 2009 XV18              | 15 de desembre de 2009 | Mount Lemmon         | Mt. Lemmon Survey      |
| 249500 | 2009 XL22              | 15 de desembre de 2009 | Mount Lemmon         | Mt. Lemmon Survey      |

## 249501-249600
| Nom                  | Designació provisional | Data de descobriment   | Lloc de descobriment | Descobridor/s                                          |
| -------------------- | ---------------------- | ---------------------- | -------------------- | ------------------------------------------------------ |
| 249501               | 2009 YY3               | 17 de desembre de 2009 | Kitt Peak            | Spacewatch                                             |
| 249502               | 2009 YL16              | 19 de desembre de 2009 | Mount Lemmon         | Mt. Lemmon Survey                                      |
| 249503               | 2009 YW20              | 27 de desembre de 2009 | Kitt Peak            | Spacewatch                                             |
| 249504               | 2009 YB25              | 20 de desembre de 2009 | Kitt Peak            | Spacewatch                                             |
| 249505               | 2010 AG6               | 6 de gener de 2010     | Kitt Peak            | Spacewatch                                             |
| 249506               | 2010 AK34              | 7 de gener de 2010     | Kitt Peak            | Spacewatch                                             |
| 249507               | 2010 AD54              | 8 de gener de 2010     | Kitt Peak            | Spacewatch                                             |
| 249508               | 2010 AE55              | 8 de gener de 2010     | Kitt Peak            | Spacewatch                                             |
| 249509               | 2010 AR61              | 12 de gener de 2010    | Socorro              | LINEAR                                                 |
| 249510               | 2010 AT65              | 11 de gener de 2010    | Kitt Peak            | Spacewatch                                             |
| 249511               | 2010 AA76              | 12 de gener de 2010    | Socorro              | LINEAR                                                 |
| 249512               | 2010 AT76              | 6 de gener de 2010     | Catalina             | CSS                                                    |
| 249513               | 2010 CD41              | 13 de febrer de 2010   | Kitt Peak            | Spacewatch                                             |
| 249514 Donaldroyer   | 2010 CZ44              | 11 de febrer de 2010   | WISE                 | WISE                                                   |
| 249515 Heinrichsen   | 2010 CF48              | 12 de febrer de 2010   | WISE                 | WISE                                                   |
| 249516 Aretha        | 2010 CV60              | 15 de febrer de 2010   | WISE                 | WISE                                                   |
| 249517               | 2010 CM62              | 9 de febrer de 2010    | Catalina             | CSS                                                    |
| 249518               | 2010 CO70              | 13 de febrer de 2010   | Mount Lemmon         | Mt. Lemmon Survey                                      |
| 249519 Whitneyclavin | 2010 CA130             | 11 de febrer de 2010   | WISE                 | WISE                                                   |
| 249520               | 2010 CG181             | 14 de febrer de 2010   | Haleakala            | Pan-STARRS 1                                           |
| 249521 Truth         | 2010 CU212             | 6 de febrer de 2010    | WISE                 | WISE                                                   |
| 249522 Johndailey    | 2010 DP15              | 16 de febrer de 2010   | WISE                 | WISE                                                   |
| 249523               | 2010 DO53              | 22 de febrer de 2010   | WISE                 | WISE                                                   |
| 249524               | 2010 ED34              | 5 de març de 2010      | Kitt Peak            | Spacewatch                                             |
| 249525               | 2010 FM55              | 25 de març de 2010     | Kitt Peak            | Spacewatch                                             |
| 249526               | 2010 FY84              | 19 de març de 2010     | Mount Lemmon         | Mt. Lemmon Survey                                      |
| 249527               | 2010 FQ91              | 25 de març de 2010     | Kitt Peak            | Spacewatch                                             |
| 249528               | 2010 GS29              | 8 d'abril de 2010      | Purple Mountain      | PMO NEO Survey Program                                 |
| 249529               | 2010 GE31              | 4 d'abril de 2010      | Kitt Peak            | Spacewatch                                             |
| 249530 Ericrice      | 2010 GJ92              | 14 d'abril de 2010     | WISE                 | WISE                                                   |
| 249531               | 2010 GV117             | 10 d'abril de 2010     | Mount Lemmon         | Mt. Lemmon Survey                                      |
| 249532               | 2010 GN120             | 11 d'abril de 2010     | Kitt Peak            | Spacewatch                                             |
| 249533               | 2010 GX125             | 9 d'abril de 2010      | Kitt Peak            | Spacewatch                                             |
| 249534               | 2010 GY132             | 10 d'abril de 2010     | Kitt Peak            | Spacewatch                                             |
| 249535               | 2010 GD135             | 4 d'abril de 2010      | Kitt Peak            | Spacewatch                                             |
| 249536               | 2010 GF156             | 9 d'abril de 2010      | Catalina             | CSS                                                    |
| 249537               | 2010 GK157             | 10 d'abril de 2010     | Kitt Peak            | Spacewatch                                             |
| 249538               | 2010 GT161             | 15 d'abril de 2010     | Kitt Peak            | Spacewatch                                             |
| 249539 Pedrosevilla  | 2010 HY7               | 16 d'abril de 2010     | WISE                 | WISE                                                   |
| 249540 Eugeniescott  | 2010 HX14              | 18 d'abril de 2010     | WISE                 | WISE                                                   |
| 249541               | 2010 HR25              | 19 d'abril de 2010     | WISE                 | WISE                                                   |
| 249542               | 2010 HS37              | 21 d'abril de 2010     | WISE                 | WISE                                                   |
| 249543               | 2010 HA40              | 21 d'abril de 2010     | WISE                 | WISE                                                   |
| 249544 Ianmclean     | 2010 HQ44              | 23 d'abril de 2010     | WISE                 | WISE                                                   |
| 249545               | 2010 HB45              | 23 d'abril de 2010     | WISE                 | WISE                                                   |
| 249546               | 2010 HE47              | 23 d'abril de 2010     | WISE                 | WISE                                                   |
| 249547               | 2010 HZ83              | 28 d'abril de 2010     | WISE                 | WISE                                                   |
| 249548               | 2010 HT107             | 25 d'abril de 2010     | Kitt Peak            | Spacewatch                                             |
| 249549               | 2010 JU33              | 4 de maig de 2010      | Catalina             | CSS                                                    |
| 249550               | 2010 JY39              | 5 de maig de 2010      | Mount Lemmon         | Mt. Lemmon Survey                                      |
| 249551               | 2010 JM72              | 5 de maig de 2010      | Mount Lemmon         | Mt. Lemmon Survey                                      |
| 249552               | 2010 JQ84              | 5 de maig de 2010      | Catalina             | CSS                                                    |
| 249553               | 2010 JV136             | 14 de maig de 2010     | WISE                 | WISE                                                   |
| 249554               | 2010 JL150             | 10 de maig de 2010     | Mount Lemmon         | Mt. Lemmon Survey                                      |
| 249555               | 2010 JN168             | 12 de maig de 2010     | Kitt Peak            | Spacewatch                                             |
| 249556               | 2010 KX29              | 18 de maig de 2010     | WISE                 | WISE                                                   |
| 249557               | 2010 KW37              | 17 de maig de 2010     | Kitt Peak            | Spacewatch                                             |
| 249558               | 2858 P-L               | 24 de setembre de 1960 | Palomar              | C. J. van Houten, I. van Houten-Groeneveld, T. Gehrels |
| 249559               | 3079 P-L               | 25 de setembre de 1960 | Palomar              | C. J. van Houten, I. van Houten-Groeneveld, T. Gehrels |
| 249560               | 4176 P-L               | 24 de setembre de 1960 | Palomar              | C. J. van Houten, I. van Houten-Groeneveld, T. Gehrels |
| 249561               | 4547 P-L               | 24 de setembre de 1960 | Palomar              | C. J. van Houten, I. van Houten-Groeneveld, T. Gehrels |
| 249562               | 5019 T-2               | 25 de setembre de 1973 | Palomar              | C. J. van Houten, I. van Houten-Groeneveld, T. Gehrels |
| 249563               | 2233 T-3               | 16 d'octubre de 1977   | Palomar              | C. J. van Houten, I. van Houten-Groeneveld, T. Gehrels |
| 249564               | 2238 T-3               | 16 d'octubre de 1977   | Palomar              | C. J. van Houten, I. van Houten-Groeneveld, T. Gehrels |
| 249565               | 2298 T-3               | 16 d'octubre de 1977   | Palomar              | C. J. van Houten, I. van Houten-Groeneveld, T. Gehrels |
| 249566               | 3386 T-3               | 16 d'octubre de 1977   | Palomar              | C. J. van Houten, I. van Houten-Groeneveld, T. Gehrels |
| 249567               | 5102 T-3               | 16 d'octubre de 1977   | Palomar              | C. J. van Houten, I. van Houten-Groeneveld, T. Gehrels |
| 249568               | 1985 RX                | 14 de setembre de 1985 | Kitt Peak            | Spacewatch                                             |
| 249569               | 1989 SL3               | 26 de setembre de 1989 | La Silla             | E. W. Elst                                             |
| 249570               | 1992 SV2               | 24 de setembre de 1992 | Kitt Peak            | Spacewatch                                             |
| 249571               | 1993 TM30              | 9 d'octubre de 1993    | La Silla             | E. W. Elst                                             |
| 249572               | 1994 RR18              | 3 de setembre de 1994  | La Silla             | E. W. Elst                                             |
| 249573               | 1994 RA25              | 12 de setembre de 1994 | Xinglong             | Beijing Schmidt CCD Asteroid Program                   |
| 249574               | 1994 UD10              | 28 d'octubre de 1994   | Kitt Peak            | Spacewatch                                             |
| 249575               | 1995 BM10              | 29 de gener de 1995    | Kitt Peak            | Spacewatch                                             |
| 249576               | 1995 FH2               | 23 de març de 1995     | Kitt Peak            | Spacewatch                                             |
| 249577               | 1995 SH16              | 18 de setembre de 1995 | Kitt Peak            | Spacewatch                                             |
| 249578               | 1995 SS24              | 19 de setembre de 1995 | Kitt Peak            | Spacewatch                                             |
| 249579               | 1995 SC27              | 19 de setembre de 1995 | Kitt Peak            | Spacewatch                                             |
| 249580               | 1995 SU34              | 22 de setembre de 1995 | Kitt Peak            | Spacewatch                                             |
| 249581               | 1995 SX87              | 26 de setembre de 1995 | Kitt Peak            | Spacewatch                                             |
| 249582               | 1995 SD88              | 26 de setembre de 1995 | Kitt Peak            | Spacewatch                                             |
| 249583               | 1995 TB12              | 15 d'octubre de 1995   | Kitt Peak            | Spacewatch                                             |
| 249584               | 1995 UP10              | 17 d'octubre de 1995   | Kitt Peak            | Spacewatch                                             |
| 249585               | 1995 UF15              | 17 d'octubre de 1995   | Kitt Peak            | Spacewatch                                             |
| 249586               | 1995 WJ10              | 16 de novembre de 1995 | Kitt Peak            | Spacewatch                                             |
| 249587               | 1995 WA23              | 18 de novembre de 1995 | Kitt Peak            | Spacewatch                                             |
| 249588               | 1996 RP15              | 13 de setembre de 1996 | Kitt Peak            | Spacewatch                                             |
| 249589               | 1996 TM19              | 4 d'octubre de 1996    | Kitt Peak            | Spacewatch                                             |
| 249590               | 1996 UG2               | 17 d'octubre de 1996   | Kitt Peak            | Spacewatch                                             |
| 249591               | 1997 BO5               | 31 de gener de 1997    | Kitt Peak            | Spacewatch                                             |
| 249592               | 1997 CL                | 1 de febrer de 1997    | Kitt Peak            | Spacewatch                                             |
| 249593               | 1997 CL9               | 1 de febrer de 1997    | Kitt Peak            | Spacewatch                                             |
| 249594               | 1997 CK23              | 4 de febrer de 1997    | Kitt Peak            | Spacewatch                                             |
| 249595               | 1997 GH28              | 13 d'abril de 1997     | Kitt Peak            | Spacewatch                                             |
| 249596               | 1997 RG5               | 8 de setembre de 1997  | Caussols             | ODAS                                                   |
| 249597               | 1997 SW17              | 30 de setembre de 1997 | Kitt Peak            | Spacewatch                                             |
| 249598               | 1997 WB7               | 24 de novembre de 1997 | Kitt Peak            | Spacewatch                                             |
| 249599               | 1997 YN3               | 21 de desembre de 1997 | Xinglong             | Beijing Schmidt CCD Asteroid Program                   |
| 249600               | 1998 AP3               | 2 de gener de 1998     | Kitt Peak            | Spacewatch                                             |

## 249601-249700
| Nom    | Designació provisional | Data de descobriment   | Lloc de descobriment | Descobridor/s |
| ------ | ---------------------- | ---------------------- | -------------------- | ------------- |
| 249601 | 1998 RY69              | 14 de setembre de 1998 | Socorro              | LINEAR        |
| 249602 | 1998 SY44              | 25 de setembre de 1998 | Kitt Peak            | Spacewatch    |
| 249603 | 1999 FO3               | 19 de març de 1999     | Socorro              | LINEAR        |
| 249604 | 1999 HM12              | 17 d'abril de 1999     | Socorro              | LINEAR        |
| 249605 | 1999 RS76              | 7 de setembre de 1999  | Socorro              | LINEAR        |
| 249606 | 1999 RV93              | 7 de setembre de 1999  | Socorro              | LINEAR        |
| 249607 | 1999 RB144             | 9 de setembre de 1999  | Socorro              | LINEAR        |
| 249608 | 1999 RZ152             | 9 de setembre de 1999  | Socorro              | LINEAR        |
| 249609 | 1999 RL161             | 9 de setembre de 1999  | Socorro              | LINEAR        |
| 249610 | 1999 RJ176             | 9 de setembre de 1999  | Socorro              | LINEAR        |
| 249611 | 1999 RX185             | 9 de setembre de 1999  | Socorro              | LINEAR        |
| 249612 | 1999 RD207             | 8 de setembre de 1999  | Socorro              | LINEAR        |
| 249613 | 1999 RH207             | 8 de setembre de 1999  | Socorro              | LINEAR        |
| 249614 | 1999 TT4               | 4 d'octubre de 1999    | Socorro              | LINEAR        |
| 249615 | 1999 TB5               | 2 d'octubre de 1999    | Catalina             | CSS           |
| 249616 | 1999 TS13              | 11 d'octubre de 1999   | Crni Vrh             | Crni Vrh      |
| 249617 | 1999 TP21              | 2 d'octubre de 1999    | Kitt Peak            | Spacewatch    |
| 249618 | 1999 TA30              | 4 d'octubre de 1999    | Socorro              | LINEAR        |
| 249619 | 1999 TY34              | 3 d'octubre de 1999    | Socorro              | LINEAR        |
| 249620 | 1999 TU35              | 5 d'octubre de 1999    | Socorro              | LINEAR        |
| 249621 | 1999 TO37              | 1 d'octubre de 1999    | Catalina             | CSS           |
| 249622 | 1999 TL42              | 3 d'octubre de 1999    | Kitt Peak            | Spacewatch    |
| 249623 | 1999 TP46              | 4 d'octubre de 1999    | Kitt Peak            | Spacewatch    |
| 249624 | 1999 TF47              | 4 d'octubre de 1999    | Kitt Peak            | Spacewatch    |
| 249625 | 1999 TY47              | 4 d'octubre de 1999    | Kitt Peak            | Spacewatch    |
| 249626 | 1999 TZ49              | 4 d'octubre de 1999    | Kitt Peak            | Spacewatch    |
| 249627 | 1999 TC60              | 7 d'octubre de 1999    | Kitt Peak            | Spacewatch    |
| 249628 | 1999 TQ62              | 7 d'octubre de 1999    | Kitt Peak            | Spacewatch    |
| 249629 | 1999 TO69              | 9 d'octubre de 1999    | Kitt Peak            | Spacewatch    |
| 249630 | 1999 TT71              | 9 d'octubre de 1999    | Kitt Peak            | Spacewatch    |
| 249631 | 1999 TH107             | 4 d'octubre de 1999    | Socorro              | LINEAR        |
| 249632 | 1999 TT109             | 4 d'octubre de 1999    | Socorro              | LINEAR        |
| 249633 | 1999 TT115             | 4 d'octubre de 1999    | Socorro              | LINEAR        |
| 249634 | 1999 TP116             | 4 d'octubre de 1999    | Socorro              | LINEAR        |
| 249635 | 1999 TQ120             | 4 d'octubre de 1999    | Socorro              | LINEAR        |
| 249636 | 1999 TT137             | 6 d'octubre de 1999    | Socorro              | LINEAR        |
| 249637 | 1999 TY137             | 6 d'octubre de 1999    | Socorro              | LINEAR        |
| 249638 | 1999 TP146             | 7 d'octubre de 1999    | Socorro              | LINEAR        |
| 249639 | 1999 TU162             | 9 d'octubre de 1999    | Socorro              | LINEAR        |
| 249640 | 1999 TW168             | 10 d'octubre de 1999   | Socorro              | LINEAR        |
| 249641 | 1999 TO182             | 11 d'octubre de 1999   | Socorro              | LINEAR        |
| 249642 | 1999 TU188             | 12 d'octubre de 1999   | Socorro              | LINEAR        |
| 249643 | 1999 TM190             | 12 d'octubre de 1999   | Socorro              | LINEAR        |
| 249644 | 1999 TB204             | 13 d'octubre de 1999   | Socorro              | LINEAR        |
| 249645 | 1999 TV212             | 15 d'octubre de 1999   | Socorro              | LINEAR        |
| 249646 | 1999 TN237             | 4 d'octubre de 1999    | Kitt Peak            | Spacewatch    |
| 249647 | 1999 TE238             | 4 d'octubre de 1999    | Catalina             | CSS           |
| 249648 | 1999 TU252             | 9 d'octubre de 1999    | Socorro              | LINEAR        |
| 249649 | 1999 TC256             | 9 d'octubre de 1999    | Socorro              | LINEAR        |
| 249650 | 1999 TB259             | 9 d'octubre de 1999    | Socorro              | LINEAR        |
| 249651 | 1999 TH266             | 3 d'octubre de 1999    | Socorro              | LINEAR        |
| 249652 | 1999 TY268             | 3 d'octubre de 1999    | Socorro              | LINEAR        |
| 249653 | 1999 TV314             | 8 d'octubre de 1999    | Catalina             | CSS           |
| 249654 | 1999 TR317             | 12 d'octubre de 1999   | Kitt Peak            | Spacewatch    |
| 249655 | 1999 TW317             | 12 d'octubre de 1999   | Kitt Peak            | Spacewatch    |
| 249656 | 1999 UU11              | 29 d'octubre de 1999   | Kitt Peak            | Spacewatch    |
| 249657 | 1999 UF45              | 31 d'octubre de 1999   | Catalina             | CSS           |
| 249658 | 1999 VL13              | 2 de novembre de 1999  | Socorro              | LINEAR        |
| 249659 | 1999 VD14              | 2 de novembre de 1999  | Socorro              | LINEAR        |
| 249660 | 1999 VK16              | 2 de novembre de 1999  | Kitt Peak            | Spacewatch    |
| 249661 | 1999 VJ18              | 2 de novembre de 1999  | Kitt Peak            | Spacewatch    |
| 249662 | 1999 VP27              | 3 de novembre de 1999  | Catalina             | CSS           |
| 249663 | 1999 VO41              | 4 de novembre de 1999  | Kitt Peak            | Spacewatch    |
| 249664 | 1999 VG42              | 4 de novembre de 1999  | Kitt Peak            | Spacewatch    |
| 249665 | 1999 VJ53              | 3 de novembre de 1999  | Socorro              | LINEAR        |
| 249666 | 1999 VM75              | 5 de novembre de 1999  | Kitt Peak            | Spacewatch    |
| 249667 | 1999 VL102             | 9 de novembre de 1999  | Socorro              | LINEAR        |
| 249668 | 1999 VX107             | 9 de novembre de 1999  | Socorro              | LINEAR        |
| 249669 | 1999 VC110             | 9 de novembre de 1999  | Socorro              | LINEAR        |
| 249670 | 1999 VE129             | 11 de novembre de 1999 | Kitt Peak            | Spacewatch    |
| 249671 | 1999 VT132             | 10 de novembre de 1999 | Kitt Peak            | Spacewatch    |
| 249672 | 1999 VE155             | 13 de novembre de 1999 | Kitt Peak            | Spacewatch    |
| 249673 | 1999 VY157             | 14 de novembre de 1999 | Socorro              | LINEAR        |
| 249674 | 1999 VM163             | 14 de novembre de 1999 | Socorro              | LINEAR        |
| 249675 | 1999 VZ178             | 6 de novembre de 1999  | Socorro              | LINEAR        |
| 249676 | 1999 VK185             | 15 de novembre de 1999 | Socorro              | LINEAR        |
| 249677 | 1999 VU186             | 15 de novembre de 1999 | Socorro              | LINEAR        |
| 249678 | 1999 VC211             | 14 de novembre de 1999 | Socorro              | LINEAR        |
| 249679 | 1999 VB219             | 3 de novembre de 1999  | Socorro              | LINEAR        |
| 249680 | 1999 VH227             | 3 de novembre de 1999  | Socorro              | LINEAR        |
| 249681 | 1999 XH117             | 5 de desembre de 1999  | Catalina             | CSS           |
| 249682 | 1999 XW135             | 12 de desembre de 1999 | Socorro              | LINEAR        |
| 249683 | 1999 XD155             | 8 de desembre de 1999  | Socorro              | LINEAR        |
| 249684 | 1999 XN256             | 7 de desembre de 1999  | Catalina             | CSS           |
| 249685 | 1999 YD4               | 19 de desembre de 1999 | Socorro              | LINEAR        |
| 249686 | 2000 AV                | 2 de gener de 2000     | Kitt Peak            | Spacewatch    |
| 249687 | 2000 AY42              | 5 de gener de 2000     | Socorro              | LINEAR        |
| 249688 | 2000 CL                | 2 de febrer de 2000    | Prescott             | P. G. Comba   |
| 249689 | 2000 CE132             | 3 de febrer de 2000    | Kitt Peak            | Spacewatch    |
| 249690 | 2000 DP13              | 28 de febrer de 2000   | Kitt Peak            | Spacewatch    |
| 249691 | 2000 DY21              | 29 de febrer de 2000   | Socorro              | LINEAR        |
| 249692 | 2000 DE22              | 29 de febrer de 2000   | Socorro              | LINEAR        |
| 249693 | 2000 DE30              | 29 de febrer de 2000   | Socorro              | LINEAR        |
| 249694 | 2000 DW48              | 29 de febrer de 2000   | Socorro              | LINEAR        |
| 249695 | 2000 DR57              | 29 de febrer de 2000   | Socorro              | LINEAR        |
| 249696 | 2000 DO76              | 29 de febrer de 2000   | Socorro              | LINEAR        |
| 249697 | 2000 EF16              | 4 de març de 2000      | Kitt Peak            | Spacewatch    |
| 249698 | 2000 ER84              | 8 de març de 2000      | Socorro              | LINEAR        |
| 249699 | 2000 EM143             | 3 de març de 2000      | Socorro              | LINEAR        |
| 249700 | 2000 FB28              | 27 de març de 2000     | Anderson Mesa        | LONEOS        |

## 249701-249800
| Nom    | Designació provisional | Data de descobriment   | Lloc de descobriment | Descobridor/s |
| ------ | ---------------------- | ---------------------- | -------------------- | ------------- |
| 249701 | 2000 GT8               | 5 d'abril de 2000      | Socorro              | LINEAR        |
| 249702 | 2000 GC129             | 5 d'abril de 2000      | Kitt Peak            | Spacewatch    |
| 249703 | 2000 GA166             | 5 d'abril de 2000      | Socorro              | LINEAR        |
| 249704 | 2000 HO1               | 25 d'abril de 2000     | Kitt Peak            | Spacewatch    |
| 249705 | 2000 HF72              | 25 d'abril de 2000     | Anderson Mesa        | LONEOS        |
| 249706 | 2000 JJ8               | 5 de maig de 2000      | Kitt Peak            | Spacewatch    |
| 249707 | 2000 KA63              | 26 de maig de 2000     | Anderson Mesa        | LONEOS        |
| 249708 | 2000 OC47              | 31 de juliol de 2000   | Socorro              | LINEAR        |
| 249709 | 2000 OL68              | 29 de juliol de 2000   | Anderson Mesa        | LONEOS        |
| 249710 | 2000 QO13              | 24 d'agost de 2000     | Socorro              | LINEAR        |
| 249711 | 2000 QM37              | 24 d'agost de 2000     | Socorro              | LINEAR        |
| 249712 | 2000 QU68              | 24 d'agost de 2000     | Wise                 | Wise          |
| 249713 | 2000 QX74              | 24 d'agost de 2000     | Socorro              | LINEAR        |
| 249714 | 2000 QQ143             | 31 d'agost de 2000     | Socorro              | LINEAR        |
| 249715 | 2000 QE179             | 31 d'agost de 2000     | Socorro              | LINEAR        |
| 249716 | 2000 QF216             | 31 d'agost de 2000     | Socorro              | LINEAR        |
| 249717 | 2000 QV228             | 31 d'agost de 2000     | Socorro              | LINEAR        |
| 249718 | 2000 QS254             | 28 d'agost de 2000     | Socorro              | LINEAR        |
| 249719 | 2000 RF25              | 1 de setembre de 2000  | Socorro              | LINEAR        |
| 249720 | 2000 RV83              | 1 de setembre de 2000  | Socorro              | LINEAR        |
| 249721 | 2000 RM86              | 2 de setembre de 2000  | Anderson Mesa        | LONEOS        |
| 249722 | 2000 RU93              | 4 de setembre de 2000  | Anderson Mesa        | LONEOS        |
| 249723 | 2000 SK10              | 22 de setembre de 2000 | Haleakala            | NEAT          |
| 249724 | 2000 SR17              | 23 de setembre de 2000 | Socorro              | LINEAR        |
| 249725 | 2000 SY25              | 23 de setembre de 2000 | Socorro              | LINEAR        |
| 249726 | 2000 SS26              | 23 de setembre de 2000 | Socorro              | LINEAR        |
| 249727 | 2000 SZ34              | 24 de setembre de 2000 | Socorro              | LINEAR        |
| 249728 | 2000 SO35              | 24 de setembre de 2000 | Socorro              | LINEAR        |
| 249729 | 2000 SH40              | 24 de setembre de 2000 | Socorro              | LINEAR        |
| 249730 | 2000 SC45              | 28 de setembre de 2000 | Socorro              | LINEAR        |
| 249731 | 2000 SS54              | 24 de setembre de 2000 | Socorro              | LINEAR        |
| 249732 | 2000 SC82              | 24 de setembre de 2000 | Socorro              | LINEAR        |
| 249733 | 2000 SL82              | 24 de setembre de 2000 | Socorro              | LINEAR        |
| 249734 | 2000 SP88              | 24 de setembre de 2000 | Socorro              | LINEAR        |
| 249735 | 2000 SA94              | 23 de setembre de 2000 | Socorro              | LINEAR        |
| 249736 | 2000 SD104             | 24 de setembre de 2000 | Socorro              | LINEAR        |
| 249737 | 2000 SE138             | 23 de setembre de 2000 | Socorro              | LINEAR        |
| 249738 | 2000 SB159             | 27 de setembre de 2000 | Kitt Peak            | Spacewatch    |
| 249739 | 2000 SN180             | 28 de setembre de 2000 | Socorro              | LINEAR        |
| 249740 | 2000 SF192             | 24 de setembre de 2000 | Socorro              | LINEAR        |
| 249741 | 2000 SE202             | 24 de setembre de 2000 | Socorro              | LINEAR        |
| 249742 | 2000 SM207             | 24 de setembre de 2000 | Socorro              | LINEAR        |
| 249743 | 2000 SR214             | 26 de setembre de 2000 | Socorro              | LINEAR        |
| 249744 | 2000 SR233             | 21 de setembre de 2000 | Socorro              | LINEAR        |
| 249745 | 2000 SU233             | 21 de setembre de 2000 | Socorro              | LINEAR        |
| 249746 | 2000 SN236             | 24 de setembre de 2000 | Socorro              | LINEAR        |
| 249747 | 2000 SE238             | 25 de setembre de 2000 | Socorro              | LINEAR        |
| 249748 | 2000 SK239             | 27 de setembre de 2000 | Socorro              | LINEAR        |
| 249749 | 2000 SV250             | 24 de setembre de 2000 | Socorro              | LINEAR        |
| 249750 | 2000 SK282             | 23 de setembre de 2000 | Socorro              | LINEAR        |
| 249751 | 2000 SM306             | 30 de setembre de 2000 | Socorro              | LINEAR        |
| 249752 | 2000 SR306             | 30 de setembre de 2000 | Socorro              | LINEAR        |
| 249753 | 2000 SO307             | 30 de setembre de 2000 | Socorro              | LINEAR        |
| 249754 | 2000 SB326             | 29 de setembre de 2000 | Kitt Peak            | Spacewatch    |
| 249755 | 2000 SJ350             | 29 de setembre de 2000 | Anderson Mesa        | LONEOS        |
| 249756 | 2000 SD362             | 23 de setembre de 2000 | Anderson Mesa        | LONEOS        |
| 249757 | 2000 TG7               | 1 d'octubre de 2000    | Socorro              | LINEAR        |
| 249758 | 2000 TG13              | 1 d'octubre de 2000    | Socorro              | LINEAR        |
| 249759 | 2000 TM27              | 3 d'octubre de 2000    | Socorro              | LINEAR        |
| 249760 | 2000 TD49              | 1 d'octubre de 2000    | Socorro              | LINEAR        |
| 249761 | 2000 UG35              | 24 d'octubre de 2000   | Socorro              | LINEAR        |
| 249762 | 2000 UM37              | 24 d'octubre de 2000   | Socorro              | LINEAR        |
| 249763 | 2000 UW61              | 25 d'octubre de 2000   | Socorro              | LINEAR        |
| 249764 | 2000 UN62              | 25 d'octubre de 2000   | Socorro              | LINEAR        |
| 249765 | 2000 UU68              | 25 d'octubre de 2000   | Socorro              | LINEAR        |
| 249766 | 2000 UF97              | 25 d'octubre de 2000   | Socorro              | LINEAR        |
| 249767 | 2000 VK9               | 1 de novembre de 2000  | Socorro              | LINEAR        |
| 249768 | 2000 VO29              | 1 de novembre de 2000  | Socorro              | LINEAR        |
| 249769 | 2000 VT51              | 3 de novembre de 2000  | Socorro              | LINEAR        |
| 249770 | 2000 VL53              | 3 de novembre de 2000  | Socorro              | LINEAR        |
| 249771 | 2000 VS53              | 3 de novembre de 2000  | Socorro              | LINEAR        |
| 249772 | 2000 VF62              | 15 de novembre de 2000 | Socorro              | LINEAR        |
| 249773 | 2000 WV8               | 20 de novembre de 2000 | Socorro              | LINEAR        |
| 249774 | 2000 WD18              | 21 de novembre de 2000 | Socorro              | LINEAR        |
| 249775 | 2000 WO40              | 20 de novembre de 2000 | Socorro              | LINEAR        |
| 249776 | 2000 WD44              | 21 de novembre de 2000 | Socorro              | LINEAR        |
| 249777 | 2000 WE50              | 26 de novembre de 2000 | Socorro              | LINEAR        |
| 249778 | 2000 WS64              | 27 de novembre de 2000 | Kitt Peak            | Spacewatch    |
| 249779 | 2000 WG67              | 26 de novembre de 2000 | Socorro              | LINEAR        |
| 249780 | 2000 WD86              | 20 de novembre de 2000 | Socorro              | LINEAR        |
| 249781 | 2000 WV121             | 29 de novembre de 2000 | Socorro              | LINEAR        |
| 249782 | 2000 WU126             | 16 de novembre de 2000 | Kitt Peak            | Spacewatch    |
| 249783 | 2000 WH137             | 20 de novembre de 2000 | Socorro              | LINEAR        |
| 249784 | 2000 WD146             | 23 de novembre de 2000 | Haleakala            | NEAT          |
| 249785 | 2000 WU150             | 19 de novembre de 2000 | Socorro              | LINEAR        |
| 249786 | 2000 WD169             | 25 de novembre de 2000 | Anderson Mesa        | LONEOS        |
| 249787 | 2000 XE34              | 4 de desembre de 2000  | Socorro              | LINEAR        |
| 249788 | 2000 XA53              | 6 de desembre de 2000  | Socorro              | LINEAR        |
| 249789 | 2000 XC53              | 6 de desembre de 2000  | Socorro              | LINEAR        |
| 249790 | 2000 YN1               | 17 de desembre de 2000 | Socorro              | LINEAR        |
| 249791 | 2000 YK2               | 19 de desembre de 2000 | Kitt Peak            | Spacewatch    |
| 249792 | 2000 YN10              | 22 de desembre de 2000 | Socorro              | LINEAR        |
| 249793 | 2000 YB14              | 23 de desembre de 2000 | Kitt Peak            | Spacewatch    |
| 249794 | 2000 YO21              | 28 de desembre de 2000 | Haleakala            | NEAT          |
| 249795 | 2000 YS44              | 30 de desembre de 2000 | Socorro              | LINEAR        |
| 249796 | 2000 YE56              | 30 de desembre de 2000 | Socorro              | LINEAR        |
| 249797 | 2000 YX59              | 30 de desembre de 2000 | Socorro              | LINEAR        |
| 249798 | 2000 YZ63              | 30 de desembre de 2000 | Socorro              | LINEAR        |
| 249799 | 2000 YX81              | 30 de desembre de 2000 | Socorro              | LINEAR        |
| 249800 | 2000 YA91              | 30 de desembre de 2000 | Socorro              | LINEAR        |

## 249801-249900
| Nom    | Designació provisional | Data de descobriment   | Lloc de descobriment | Descobridor/s  |
| ------ | ---------------------- | ---------------------- | -------------------- | -------------- |
| 249801 | 2000 YS93              | 30 de desembre de 2000 | Socorro              | LINEAR         |
| 249802 | 2000 YZ138             | 27 de desembre de 2000 | Anderson Mesa        | LONEOS         |
| 249803 | 2001 AV7               | 2 de gener de 2001     | Socorro              | LINEAR         |
| 249804 | 2001 AG30              | 4 de gener de 2001     | Socorro              | LINEAR         |
| 249805 | 2001 AW45              | 6 de gener de 2001     | Socorro              | LINEAR         |
| 249806 | 2001 BB24              | 20 de gener de 2001    | Socorro              | LINEAR         |
| 249807 | 2001 BP58              | 21 de gener de 2001    | Socorro              | LINEAR         |
| 249808 | 2001 BL79              | 21 de gener de 2001    | Socorro              | LINEAR         |
| 249809 | 2001 CL31              | 12 de febrer de 2001   | Prescott             | P. G. Comba    |
| 249810 | 2001 DR34              | 19 de febrer de 2001   | Socorro              | LINEAR         |
| 249811 | 2001 DX38              | 19 de febrer de 2001   | Socorro              | LINEAR         |
| 249812 | 2001 DW75              | 20 de febrer de 2001   | Socorro              | LINEAR         |
| 249813 | 2001 DB100             | 17 de febrer de 2001   | Haleakala            | NEAT           |
| 249814 | 2001 DG103             | 16 de febrer de 2001   | Socorro              | LINEAR         |
| 249815 | 2001 FW4               | 18 de març de 2001     | Socorro              | LINEAR         |
| 249816 | 2001 FD90              | 26 de març de 2001     | Socorro              | LINEAR         |
| 249817 | 2001 FL105             | 18 de març de 2001     | Socorro              | LINEAR         |
| 249818 | 2001 FT114             | 19 de març de 2001     | Socorro              | LINEAR         |
| 249819 | 2001 FA117             | 19 de març de 2001     | Haleakala            | NEAT           |
| 249820 | 2001 FO148             | 24 de març de 2001     | Anderson Mesa        | LONEOS         |
| 249821 | 2001 FS150             | 24 de març de 2001     | Anderson Mesa        | LONEOS         |
| 249822 | 2001 FY177             | 19 de març de 2001     | Socorro              | LINEAR         |
| 249823 | 2001 FK219             | 21 de març de 2001     | Kitt Peak            | SKADS          |
| 249824 | 2001 GU6               | 15 d'abril de 2001     | Socorro              | LINEAR         |
| 249825 | 2001 HT43              | 16 d'abril de 2001     | Anderson Mesa        | LONEOS         |
| 249826 | 2001 HB51              | 23 d'abril de 2001     | Socorro              | LINEAR         |
| 249827 | 2001 KR54              | 18 de maig de 2001     | Socorro              | LINEAR         |
| 249828 | 2001 KX61              | 18 de maig de 2001     | Socorro              | LINEAR         |
| 249829 | 2001 LH18              | 13 de juny de 2001     | Anderson Mesa        | LONEOS         |
| 249830 | 2001 OD12              | 20 de juliol de 2001   | Palomar              | NEAT           |
| 249831 | 2001 OW24              | 16 de juliol de 2001   | Anderson Mesa        | LONEOS         |
| 249832 | 2001 OU37              | 20 de juliol de 2001   | Palomar              | NEAT           |
| 249833 | 2001 OP41              | 21 de juliol de 2001   | Palomar              | NEAT           |
| 249834 | 2001 ON57              | 16 de juliol de 2001   | Haleakala            | NEAT           |
| 249835 | 2001 OD66              | 22 de juliol de 2001   | Anderson Mesa        | LONEOS         |
| 249836 | 2001 OJ88              | 21 de juliol de 2001   | Haleakala            | NEAT           |
| 249837 | 2001 OE97              | 25 de juliol de 2001   | Haleakala            | NEAT           |
| 249838 | 2001 OR104             | 28 de juliol de 2001   | Anderson Mesa        | LONEOS         |
| 249839 | 2001 PB10              | 8 d'agost de 2001      | Haleakala            | NEAT           |
| 249840 | 2001 PT16              | 9 d'agost de 2001      | Palomar              | NEAT           |
| 249841 | 2001 PA33              | 10 d'agost de 2001     | Palomar              | NEAT           |
| 249842 | 2001 PF33              | 10 d'agost de 2001     | Palomar              | NEAT           |
| 249843 | 2001 PD34              | 10 d'agost de 2001     | Palomar              | NEAT           |
| 249844 | 2001 PA35              | 10 d'agost de 2001     | Palomar              | NEAT           |
| 249845 | 2001 PT43              | 14 d'agost de 2001     | Haleakala            | NEAT           |
| 249846 | 2001 PU46              | 13 d'agost de 2001     | Haleakala            | NEAT           |
| 249847 | 2001 PE59              | 14 d'agost de 2001     | Haleakala            | NEAT           |
| 249848 | 2001 PJ67              | 1 d'agost de 2001      | Palomar              | NEAT           |
| 249849 | 2001 QA11              | 16 d'agost de 2001     | Socorro              | LINEAR         |
| 249850 | 2001 QC17              | 16 d'agost de 2001     | Socorro              | LINEAR         |
| 249851 | 2001 QY41              | 16 d'agost de 2001     | Socorro              | LINEAR         |
| 249852 | 2001 QV46              | 16 d'agost de 2001     | Socorro              | LINEAR         |
| 249853 | 2001 QC49              | 16 d'agost de 2001     | Socorro              | LINEAR         |
| 249854 | 2001 QG53              | 16 d'agost de 2001     | Socorro              | LINEAR         |
| 249855 | 2001 QV55              | 16 d'agost de 2001     | Socorro              | LINEAR         |
| 249856 | 2001 QV56              | 16 d'agost de 2001     | Socorro              | LINEAR         |
| 249857 | 2001 QL104             | 20 d'agost de 2001     | Socorro              | LINEAR         |
| 249858 | 2001 QZ118             | 17 d'agost de 2001     | Socorro              | LINEAR         |
| 249859 | 2001 QK119             | 17 d'agost de 2001     | Socorro              | LINEAR         |
| 249860 | 2001 QL124             | 19 d'agost de 2001     | Socorro              | LINEAR         |
| 249861 | 2001 QC131             | 20 d'agost de 2001     | Socorro              | LINEAR         |
| 249862 | 2001 QB133             | 21 d'agost de 2001     | Socorro              | LINEAR         |
| 249863 | 2001 QP133             | 21 d'agost de 2001     | Socorro              | LINEAR         |
| 249864 | 2001 QC160             | 23 d'agost de 2001     | Anderson Mesa        | LONEOS         |
| 249865 | 2001 QN162             | 23 d'agost de 2001     | Anderson Mesa        | LONEOS         |
| 249866 | 2001 QM165             | 24 d'agost de 2001     | Haleakala            | NEAT           |
| 249867 | 2001 QP170             | 24 d'agost de 2001     | Socorro              | LINEAR         |
| 249868 | 2001 QO171             | 25 d'agost de 2001     | Socorro              | LINEAR         |
| 249869 | 2001 QF172             | 25 d'agost de 2001     | Socorro              | LINEAR         |
| 249870 | 2001 QV182             | 17 d'agost de 2001     | Palomar              | NEAT           |
| 249871 | 2001 QZ190             | 22 d'agost de 2001     | Goodricke-Pigott     | R. A. Tucker   |
| 249872 | 2001 QF201             | 22 d'agost de 2001     | Kitt Peak            | Spacewatch     |
| 249873 | 2001 QJ202             | 23 d'agost de 2001     | Anderson Mesa        | LONEOS         |
| 249874 | 2001 QH207             | 23 d'agost de 2001     | Socorro              | LINEAR         |
| 249875 | 2001 QH210             | 23 d'agost de 2001     | Kitt Peak            | Spacewatch     |
| 249876 | 2001 QS213             | 23 d'agost de 2001     | Anderson Mesa        | LONEOS         |
| 249877 | 2001 QG227             | 24 d'agost de 2001     | Anderson Mesa        | LONEOS         |
| 249878 | 2001 QY246             | 24 d'agost de 2001     | Socorro              | LINEAR         |
| 249879 | 2001 QK253             | 25 d'agost de 2001     | Socorro              | LINEAR         |
| 249880 | 2001 QT266             | 20 d'agost de 2001     | Socorro              | LINEAR         |
| 249881 | 2001 QF271             | 19 d'agost de 2001     | Socorro              | LINEAR         |
| 249882 | 2001 QP271             | 19 d'agost de 2001     | Socorro              | LINEAR         |
| 249883 | 2001 QB279             | 19 d'agost de 2001     | Socorro              | LINEAR         |
| 249884 | 2001 QV286             | 17 d'agost de 2001     | Palomar              | NEAT           |
| 249885 | 2001 RW9               | 10 de setembre de 2001 | Socorro              | LINEAR         |
| 249886 | 2001 RY11              | 9 de setembre de 2001  | Socorro              | LINEAR         |
| 249887 | 2001 RR29              | 7 de setembre de 2001  | Socorro              | LINEAR         |
| 249888 | 2001 RD34              | 8 de setembre de 2001  | Socorro              | LINEAR         |
| 249889 | 2001 RS43              | 10 de setembre de 2001 | Desert Eagle         | W. K. Y. Yeung |
| 249890 | 2001 RN51              | 12 de setembre de 2001 | Socorro              | LINEAR         |
| 249891 | 2001 RS61              | 12 de setembre de 2001 | Socorro              | LINEAR         |
| 249892 | 2001 RU66              | 10 de setembre de 2001 | Socorro              | LINEAR         |
| 249893 | 2001 RS72              | 10 de setembre de 2001 | Socorro              | LINEAR         |
| 249894 | 2001 RF95              | 11 de setembre de 2001 | Anderson Mesa        | LONEOS         |
| 249895 | 2001 RU102             | 12 de setembre de 2001 | Socorro              | LINEAR         |
| 249896 | 2001 SK4               | 17 de setembre de 2001 | Goodricke-Pigott     | R. A. Tucker   |
| 249897 | 2001 SD11              | 16 de setembre de 2001 | Socorro              | LINEAR         |
| 249898 | 2001 SG11              | 16 de setembre de 2001 | Socorro              | LINEAR         |
| 249899 | 2001 SL12              | 16 de setembre de 2001 | Socorro              | LINEAR         |
| 249900 | 2001 SZ60              | 17 de setembre de 2001 | Socorro              | LINEAR         |

## 249901-250000
| Nom    | Designació provisional | Data de descobriment   | Lloc de descobriment | Descobridor/s          |
| ------ | ---------------------- | ---------------------- | -------------------- | ---------------------- |
| 249901 | 2001 SZ82              | 20 de setembre de 2001 | Socorro              | LINEAR                 |
| 249902 | 2001 SX86              | 20 de setembre de 2001 | Socorro              | LINEAR                 |
| 249903 | 2001 SK89              | 20 de setembre de 2001 | Socorro              | LINEAR                 |
| 249904 | 2001 SG90              | 20 de setembre de 2001 | Socorro              | LINEAR                 |
| 249905 | 2001 SK91              | 20 de setembre de 2001 | Socorro              | LINEAR                 |
| 249906 | 2001 SE94              | 20 de setembre de 2001 | Socorro              | LINEAR                 |
| 249907 | 2001 SQ104             | 20 de setembre de 2001 | Socorro              | LINEAR                 |
| 249908 | 2001 SR143             | 16 de setembre de 2001 | Socorro              | LINEAR                 |
| 249909 | 2001 SC152             | 17 de setembre de 2001 | Socorro              | LINEAR                 |
| 249910 | 2001 SO162             | 17 de setembre de 2001 | Socorro              | LINEAR                 |
| 249911 | 2001 SN166             | 19 de setembre de 2001 | Socorro              | LINEAR                 |
| 249912 | 2001 SW170             | 16 de setembre de 2001 | Socorro              | LINEAR                 |
| 249913 | 2001 SS179             | 19 de setembre de 2001 | Socorro              | LINEAR                 |
| 249914 | 2001 SX181             | 19 de setembre de 2001 | Socorro              | LINEAR                 |
| 249915 | 2001 SQ192             | 19 de setembre de 2001 | Socorro              | LINEAR                 |
| 249916 | 2001 SV204             | 19 de setembre de 2001 | Socorro              | LINEAR                 |
| 249917 | 2001 SN234             | 19 de setembre de 2001 | Socorro              | LINEAR                 |
| 249918 | 2001 SS259             | 20 de setembre de 2001 | Socorro              | LINEAR                 |
| 249919 | 2001 SL261             | 20 de setembre de 2001 | Socorro              | LINEAR                 |
| 249920 | 2001 SK288             | 28 de setembre de 2001 | Palomar              | NEAT                   |
| 249921 | 2001 SV292             | 16 de setembre de 2001 | Socorro              | LINEAR                 |
| 249922 | 2001 SG295             | 20 de setembre de 2001 | Socorro              | LINEAR                 |
| 249923 | 2001 SZ319             | 21 de setembre de 2001 | Socorro              | LINEAR                 |
| 249924 | 2001 SR322             | 25 de setembre de 2001 | Socorro              | LINEAR                 |
| 249925 | 2001 SJ333             | 19 de setembre de 2001 | Kitt Peak            | Spacewatch             |
| 249926 | 2001 SQ346             | 25 de setembre de 2001 | Palomar              | NEAT                   |
| 249927 | 2001 SS353             | 25 de setembre de 2001 | Socorro              | LINEAR                 |
| 249928 | 2001 TV3               | 7 d'octubre de 2001    | Palomar              | NEAT                   |
| 249929 | 2001 TD14              | 12 d'octubre de 2001   | Ondrejov             | P. Kusnirak, P. Pravec |
| 249930 | 2001 TO15              | 11 d'octubre de 2001   | Socorro              | LINEAR                 |
| 249931 | 2001 TH44              | 14 d'octubre de 2001   | Socorro              | LINEAR                 |
| 249932 | 2001 TJ52              | 13 d'octubre de 2001   | Socorro              | LINEAR                 |
| 249933 | 2001 TB54              | 13 d'octubre de 2001   | Socorro              | LINEAR                 |
| 249934 | 2001 TA93              | 14 d'octubre de 2001   | Socorro              | LINEAR                 |
| 249935 | 2001 TE115             | 14 d'octubre de 2001   | Socorro              | LINEAR                 |
| 249936 | 2001 TR124             | 12 d'octubre de 2001   | Haleakala            | NEAT                   |
| 249937 | 2001 TP127             | 12 d'octubre de 2001   | Anderson Mesa        | LONEOS                 |
| 249938 | 2001 TN128             | 13 d'octubre de 2001   | Palomar              | NEAT                   |
| 249939 | 2001 TX141             | 10 d'octubre de 2001   | Palomar              | NEAT                   |
| 249940 | 2001 TL166             | 15 d'octubre de 2001   | Socorro              | LINEAR                 |
| 249941 | 2001 TZ167             | 15 d'octubre de 2001   | Socorro              | LINEAR                 |
| 249942 | 2001 TB168             | 15 d'octubre de 2001   | Socorro              | LINEAR                 |
| 249943 | 2001 TD177             | 14 d'octubre de 2001   | Socorro              | LINEAR                 |
| 249944 | 2001 TV178             | 14 d'octubre de 2001   | Socorro              | LINEAR                 |
| 249945 | 2001 TS179             | 14 d'octubre de 2001   | Socorro              | LINEAR                 |
| 249946 | 2001 TP187             | 14 d'octubre de 2001   | Socorro              | LINEAR                 |
| 249947 | 2001 TU196             | 15 d'octubre de 2001   | Palomar              | NEAT                   |
| 249948 | 2001 TT198             | 11 d'octubre de 2001   | Socorro              | LINEAR                 |
| 249949 | 2001 TZ199             | 11 d'octubre de 2001   | Socorro              | LINEAR                 |
| 249950 | 2001 TQ212             | 13 d'octubre de 2001   | Anderson Mesa        | LONEOS                 |
| 249951 | 2001 TT215             | 13 d'octubre de 2001   | Palomar              | NEAT                   |
| 249952 | 2001 TD222             | 14 d'octubre de 2001   | Socorro              | LINEAR                 |
| 249953 | 2001 TG228             | 15 d'octubre de 2001   | Kitt Peak            | Spacewatch             |
| 249954 | 2001 TQ234             | 15 d'octubre de 2001   | Palomar              | NEAT                   |
| 249955 | 2001 TJ238             | 15 d'octubre de 2001   | Palomar              | NEAT                   |
| 249956 | 2001 UM8               | 17 d'octubre de 2001   | Socorro              | LINEAR                 |
| 249957 | 2001 UG11              | 18 d'octubre de 2001   | Palomar              | NEAT                   |
| 249958 | 2001 UE26              | 18 d'octubre de 2001   | Socorro              | LINEAR                 |
| 249959 | 2001 UA27              | 16 d'octubre de 2001   | Palomar              | NEAT                   |
| 249960 | 2001 UQ38              | 17 d'octubre de 2001   | Socorro              | LINEAR                 |
| 249961 | 2001 UV49              | 17 d'octubre de 2001   | Socorro              | LINEAR                 |
| 249962 | 2001 UM54              | 18 d'octubre de 2001   | Socorro              | LINEAR                 |
| 249963 | 2001 UK71              | 17 d'octubre de 2001   | Kitt Peak            | Spacewatch             |
| 249964 | 2001 UN71              | 19 d'octubre de 2001   | Kitt Peak            | Spacewatch             |
| 249965 | 2001 UD77              | 17 d'octubre de 2001   | Socorro              | LINEAR                 |
| 249966 | 2001 UJ98              | 17 d'octubre de 2001   | Socorro              | LINEAR                 |
| 249967 | 2001 UO121             | 22 d'octubre de 2001   | Socorro              | LINEAR                 |
| 249968 | 2001 UV125             | 23 d'octubre de 2001   | Palomar              | NEAT                   |
| 249969 | 2001 UC170             | 21 d'octubre de 2001   | Socorro              | LINEAR                 |
| 249970 | 2001 UP183             | 16 d'octubre de 2001   | Palomar              | NEAT                   |
| 249971 | 2001 UM193             | 18 d'octubre de 2001   | Socorro              | LINEAR                 |
| 249972 | 2001 UV197             | 19 d'octubre de 2001   | Palomar              | NEAT                   |
| 249973 | 2001 UL218             | 26 d'octubre de 2001   | Kitt Peak            | Spacewatch             |
| 249974 | 2001 UZ229             | 17 d'octubre de 2001   | Palomar              | NEAT                   |
| 249975 | 2001 VU4               | 11 de novembre de 2001 | Socorro              | LINEAR                 |
| 249976 | 2001 VK41              | 9 de novembre de 2001  | Socorro              | LINEAR                 |
| 249977 | 2001 VE48              | 9 de novembre de 2001  | Socorro              | LINEAR                 |
| 249978 | 2001 VB50              | 10 de novembre de 2001 | Socorro              | LINEAR                 |
| 249979 | 2001 VM51              | 10 de novembre de 2001 | Socorro              | LINEAR                 |
| 249980 | 2001 VE78              | 15 de novembre de 2001 | Kitt Peak            | Spacewatch             |
| 249981 | 2001 VR101             | 12 de novembre de 2001 | Socorro              | LINEAR                 |
| 249982 | 2001 VC102             | 12 de novembre de 2001 | Socorro              | LINEAR                 |
| 249983 | 2001 VF125             | 12 de novembre de 2001 | Socorro              | LINEAR                 |
| 249984 | 2001 WM18              | 17 de novembre de 2001 | Socorro              | LINEAR                 |
| 249985 | 2001 WR23              | 17 de novembre de 2001 | Kitt Peak            | Spacewatch             |
| 249986 | 2001 WV28              | 17 de novembre de 2001 | Socorro              | LINEAR                 |
| 249987 | 2001 WK51              | 19 de novembre de 2001 | Socorro              | LINEAR                 |
| 249988 | 2001 WJ58              | 19 de novembre de 2001 | Socorro              | LINEAR                 |
| 249989 | 2001 XS8               | 9 de desembre de 2001  | Socorro              | LINEAR                 |
| 249990 | 2001 XV48              | 10 de desembre de 2001 | Socorro              | LINEAR                 |
| 249991 | 2001 XX65              | 10 de desembre de 2001 | Socorro              | LINEAR                 |
| 249992 | 2001 XM90              | 10 de desembre de 2001 | Socorro              | LINEAR                 |
| 249993 | 2001 XT92              | 10 de desembre de 2001 | Socorro              | LINEAR                 |
| 249994 | 2001 XB111             | 11 de desembre de 2001 | Socorro              | LINEAR                 |
| 249995 | 2001 XO128             | 14 de desembre de 2001 | Socorro              | LINEAR                 |
| 249996 | 2001 XC191             | 14 de desembre de 2001 | Socorro              | LINEAR                 |
| 249997 | 2001 XE202             | 11 de desembre de 2001 | Socorro              | LINEAR                 |
| 249998 | 2001 XO204             | 11 de desembre de 2001 | Socorro              | LINEAR                 |
| 249999 | 2001 XC218             | 15 de desembre de 2001 | Socorro              | LINEAR                 |
| 250000 | 2001 XB242             | 14 de desembre de 2001 | Socorro              | LINEAR                 |